# Palazzo Vecchio
Palazzo Vecchio si trova in piazza della Signoria a Firenze ed è la sede del Comune. Rappresenta la migliore sintesi dell'architettura civile trecentesca cittadina ed è uno dei palazzi civici più conosciuti nel mondo.
Chiamato in origine palazzo dei Priori, venne successivamente identificato nel XV secolo come palazzo della Signoria, dal nome dell'organismo principale della Repubblica di Firenze; nel 1540 divenne "palazzo Ducale", quando il duca Cosimo I de' Medici ne fece la sua residenza; infine il nome Vecchio quando, nel 1565, il granduca Cosimo I elesse a reggia il palazzo Pitti (benché la corte vi sarà trasferita, ufficialmente, nel 1588 dal Granduca Ferdinando).
Dal 1865 al 1871 fu sede del Parlamento del Regno d'Italia, mentre oggi ospita il Sindaco di Firenze e vari uffici comunali. Vi si trova inoltre un museo, che permette di visitare le magnifiche sale dove lavorarono, fra gli altri, Agnolo Bronzino, Ghirlandaio, Giorgio Vasari, e dove sono esposte opere di Michelangelo Buonarroti, Donatello, Verrocchio.
L'edificio si è gradualmente ingrandito verso est, arrivando ad occupare un isolato intero e allungando l'iniziale parallelepipedo trecentesco fino a quadruplicarne le dimensioni, con una pianta che ricorda un trapezio del quale la facciata è solo il lato più corto. Sulla facciata principale a bugnato, la Torre di Arnolfo è uno degli emblemi della città.

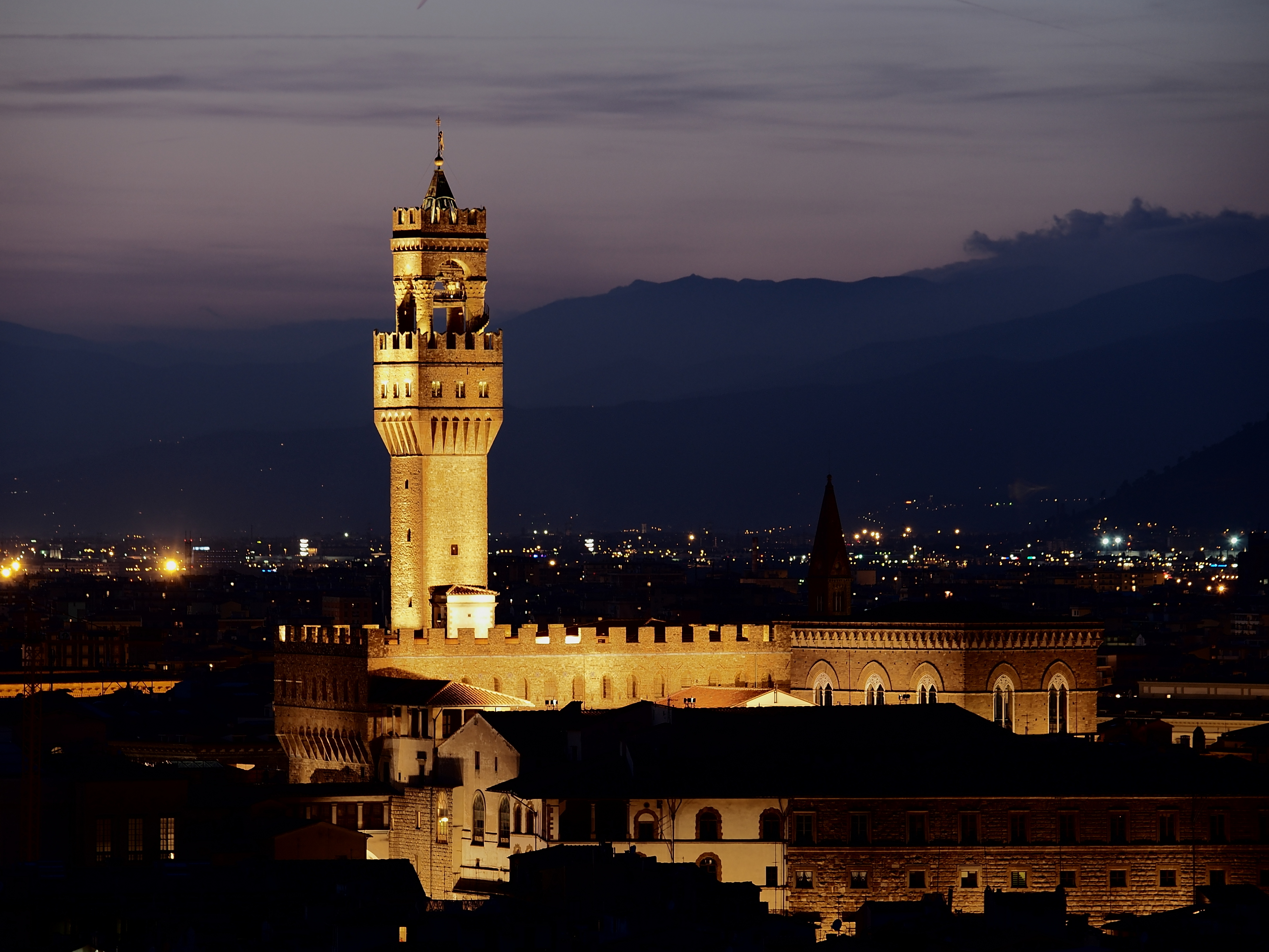
Veduta notturna al Palazzo Vecchio

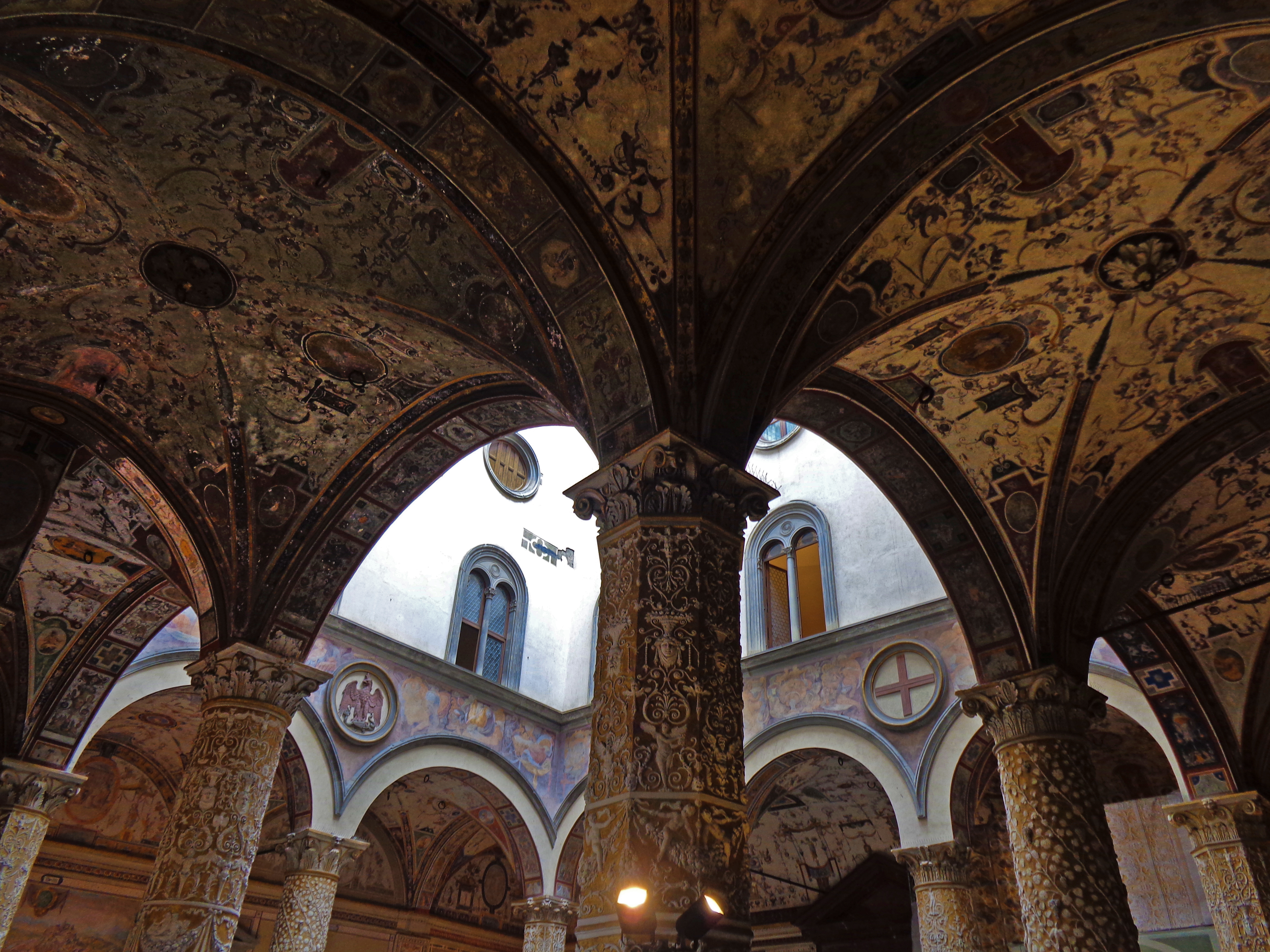
Cortile di Michelozzo

## Storia

### Preesistenze
Nell'antica città romana di Florentia si trovava in questo punto l'antico teatro romano, che aveva la platea semicircolare verso piazza della Signoria e la più o meno lungo l'attuale via dei Leoni.
Negli scavi ancora in corso (iniziati nei primi anni del 2000) sono state scavate una serie di stanze nei sotterranei, senza intaccare la muratura portante, che hanno dato alla luce vari resti di epoche diverse. Tra i più interessanti ci sono tre stanze, accessibili al pubblico dal dicembre 2008, dove sono state ritrovate tracce dei pavimenti del palco del teatro, con un pezzo di colonna che dovette rompersi quando venne abbattuta la scena. Sono stati scavati poi resti di pozzi più tardi, monete, anfore e gioielli e uno scheletro di fanciullo, che dovrebbe risalire al I secolo (studi sono in corso).
Nell'alto medioevo l'area era densamente edificata, con case e case-torri del tutto simili a quelle ancora visibili nel quadrilatero oltre la vicina via della Condotta.

### Il nuovo palazzo dei Priori

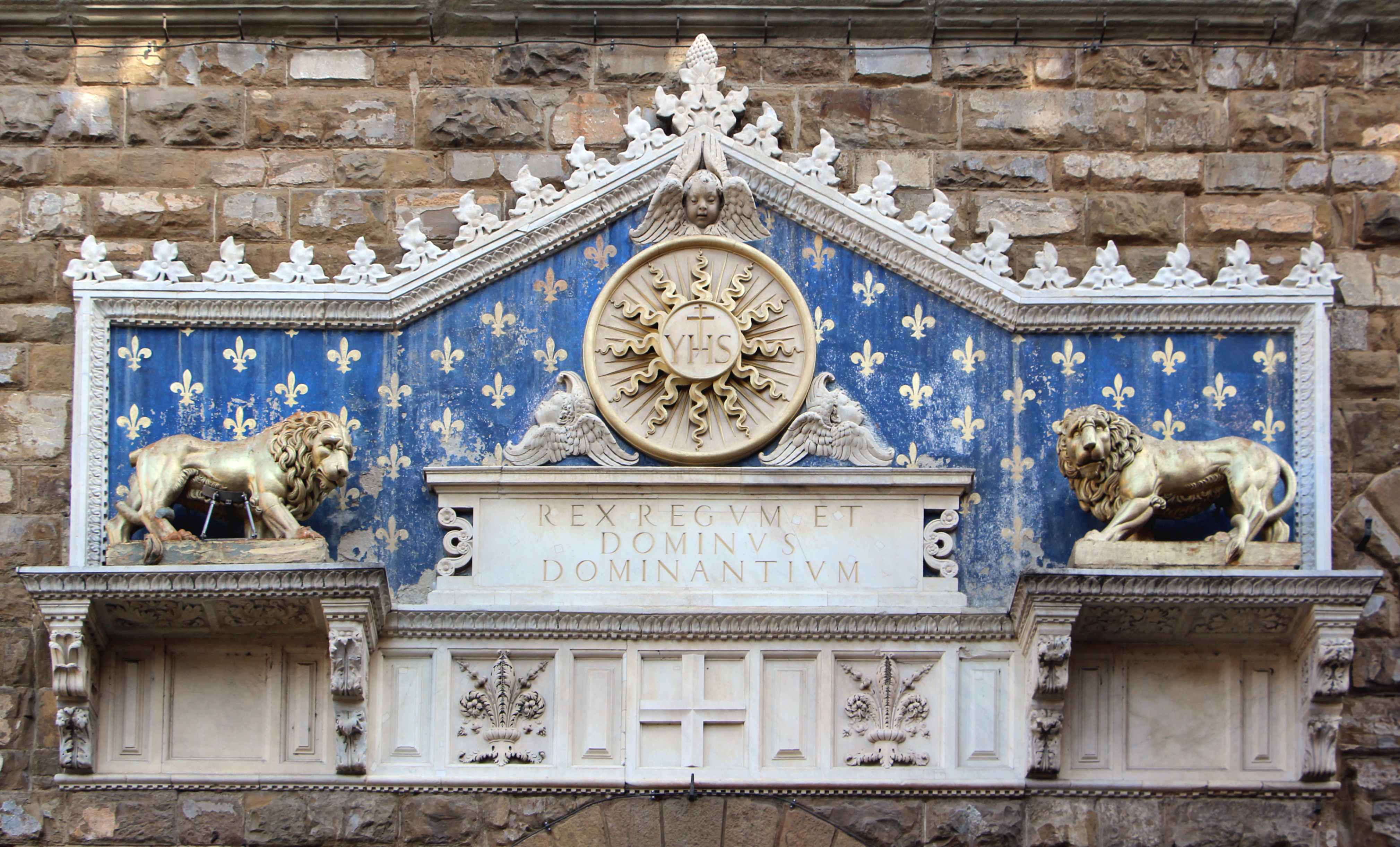
Il frontespizio sull'ingresso principale

Nella seconda metà del XIII secolo la città di Firenze decise di costruire un palazzo in modo da assicurare ai magistrati un'efficace protezione in quei tempi turbolenti, ed al contempo celebrarne l'importanza. Il palazzo è attribuito a Arnolfo di Cambio, architetto della Cattedrale di Santa Maria del Fiore e della Basilica di Santa Croce, che iniziò a costruirlo nel 1299, secondo alcuni ispirandosi al già esistente Palazzo dei Priori di Volterra. Il palazzo al tempo, chiamato appunto Palazzo dei Priori, fu costruito sulle rovine del Palazzo dei Fanti e del Palazzo dell'Esecutore di Giustizia, già posseduto dalla famiglia ghibellina degli Uberti, cacciata nel 1266. Incorporò l'antica torre della Vacca utilizzandola come parte bassa della torre nella facciata. Questa è la ragione per cui la torre rettangolare (94 m) non è nel centro dell'edificio. Dopo la morte di Arnolfo nel 1302, il palazzo fu portato a termine da altri due maestri, nel 1314. Inoltre nei sotterranei venivano usate come prigioni le antiche cavità, dette burelle, sotto le arcate del teatro romano di Florentia.
Dal 26 marzo 1302 (a inizio dell'anno secondo il calendario fiorentino) il palazzo fu la sede della Signoria, ovvero del consiglio cittadino con a capo i Priori, e del Gonfaloniere di Giustizia, una via di mezzo tra un sindaco e un capo di governo con una carica che però durava per un periodo molto breve. La prima fase costruttiva si concluse nel 1315.
Il palazzo attuale è frutto di altre costruzioni e ampliamenti successivi, portati a termine fra il XIII e il XVI secolo. Il Duca di Atene, Gualtieri VI di Brienne iniziò le prime modifiche nel periodo (1342-1343), ingrandendolo verso via della Ninna e dandogli l'aspetto di una fortezza. Altre modifiche importanti avvennero nel periodo 1440-60 sotto Cosimo de' Medici, con l'introduzione di decorazioni in stile rinascimentale nella Sala dei Dugento ed il primo cortile di Michelozzo. Il Salone dei Cinquecento fu costruito invece dal 1494 durante la repubblica di Savonarola.

### La residenza del Duca
Fra il 1540 e il 1550 fu la casa di Cosimo I de' Medici, il quale incaricò prima Battista del Tasso e poi il Vasari di allargare ulteriormente il palazzo per assecondare le necessità della corte ducale. Il cantiere fu il luogo di fondamentali esperienze per molti artisti, fra cui Livio Agresti e Pier Paolo Menzocchi.
Il palazzo raddoppiò così il proprio volume per effetto delle aggiunte sulla parte posteriore. L'ultimo ampliamento risale alla fine del XVI secolo, quando Bernardo Buontalenti sistemò la parte posteriore come si presenta oggi.
Il nome venne cambiato ufficialmente quando nel 1565|1589 Francesco si spostò a Palazzo Pitti e chiamò la precedente residenza Palazzo Vecchio, mentre la piazza della Signoria mantenne il proprio nome. Vasari aveva costruito già nel 1565 un percorso, il Corridoio vasariano, che collega ancor oggi Palazzo Vecchio a Palazzo Pitti attraversando l'Arno sul Ponte Vecchio. Cosimo I inoltre spostò l'amministrazione governativa e le magistrature negli adiacenti Uffizi.

### Storia contemporanea
Il palazzo guadagnò nuova importanza quando fu sede della Camera dei deputati del Regno d'Italia nel periodo 1865-1871, quando Firenze divenne capitale del Regno d'Italia. 
Il municipio della città tedesca di Fürth, costruito tra il 1840 e il 1844 su progetto di Friedrich Bürklein, vuole imitare il Palazzo Vecchio di Firenze.
L'architetto Gino Coppedè, nato a Firenze nel 1866, si ispirò anche al Palazzo Vecchio per la costruzione del Castello Mackenzie a Genova.
Tra il 1950 e il 1960 vennero effettuati lavori di restauro in alcuni quartieri del palazzo, compresi il salone del Cinquecento e lo studiolo di Francesco I, a opera di Giulio Cirri.
La gran parte di Palazzo Vecchio è adibita a museo, ma è rimasto il simbolo del governo locale, ospitando la sede del Comune di Firenze, del Sindaco e del consiglio comunale.

## L'esterno

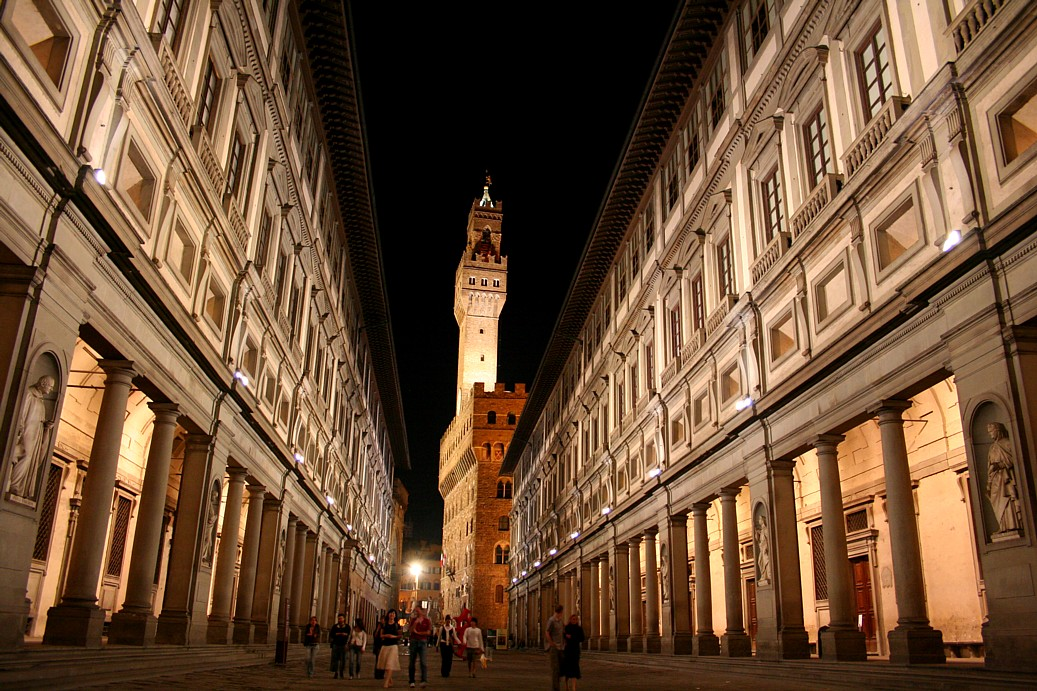
Palazzo Vecchio dal piazzale degli Uffizi

La facciata principale dà l'impressione di solidità anche grazie alla finitura esterna di bugnato rustico in pietraforte. È divisa in tre piani principali da cornici marcapiano, che sottolineano due file di bifore marmoree neogotiche con archetti trilobati, aggiunte nel Settecento in sostituzione di quelle originarie.
La parte antica è coronata da un ballatoio aggettante sostenuto da beccatelli su archi a tutto sesto e caratterizzato da una merlatura di tipo guelfo (con la sommità squadrata), mentre la torre ha una merlatura ghibellina ("a coda di rondine"). Ciascun beccatello era decorato da una testa scolpita, umana o animale, delle quali rimangono ancora visibili alcuni esemplari in bronzo. Alcuni di questi archi sono dotati di caditoie che potevano essere utilizzate, a scopo difensivo, per gettare su eventuali invasori olio bollente o pietre.
Nelle quattro cantonate del ballatoio si trovavano altrettante nicchie con marzocchi in pietra. La porta-finestra e il terrazzino sono aggiunte tarde.

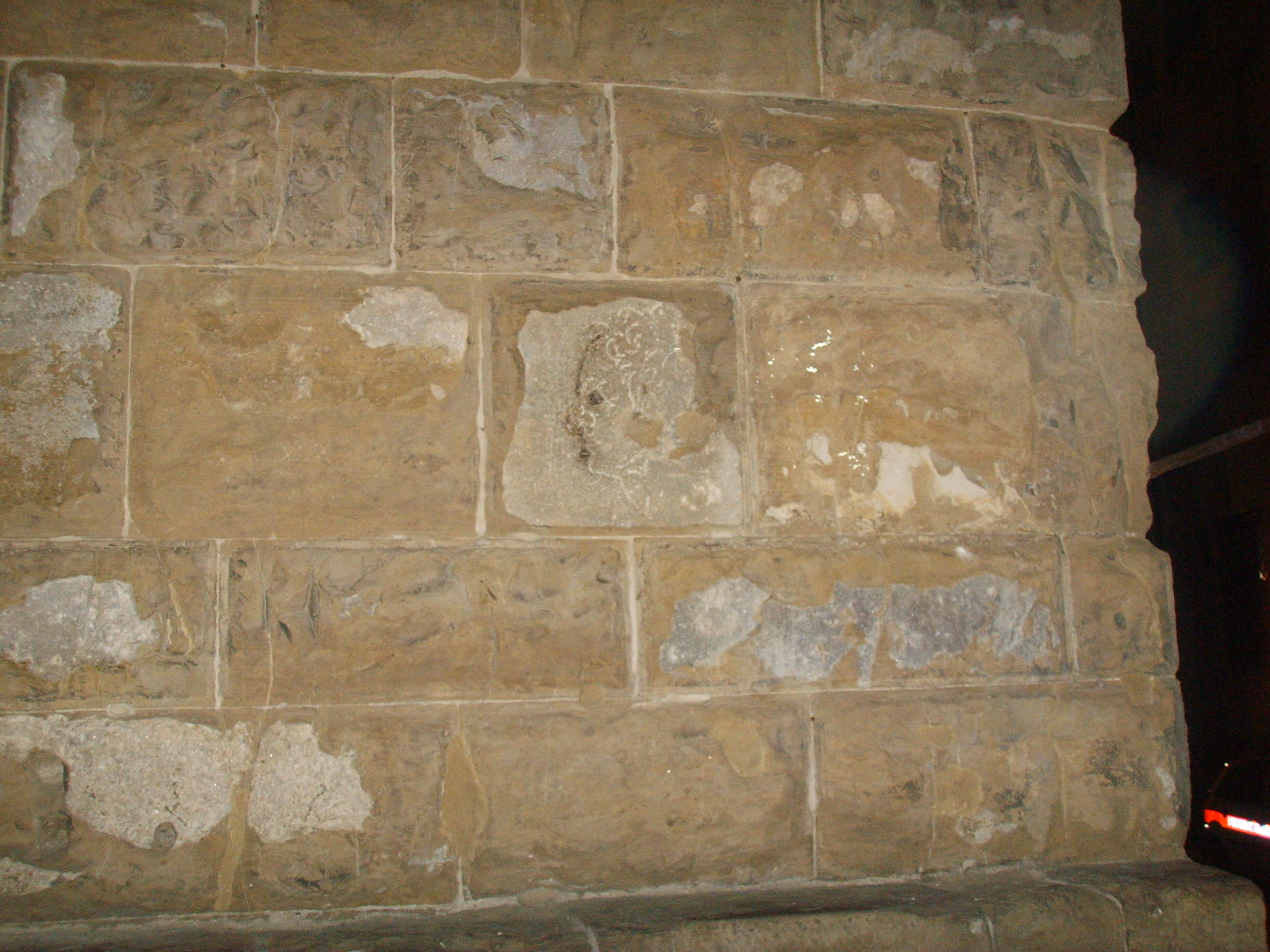
Il volto scolpito sul fianco del palazzo

Sull'angolo destro della facciata è scolpito sommariamente un profilo: non se ne conoscono le origini, ma la tradizione popolare indica Michelangelo come autore, che avrebbe voluto immortalare un condannato a morte, scolpendo un ritratto istantaneo addirittura lavorando voltato di schiena, oppure un suo debitore che lo attanagliava particolarmente. L'unica cosa certa è che non era una cosa da tutti poter scolpire impunemente sul Palazzo più importante della città e che l'autore doveva essere qualcuno su cui il corpo di guardia avrebbe potuto chiudere un occhio.

### Arengario ed entrata
La pedana rialzata davanti al palazzo è il cosiddetto arengario o aringhiera, una zona che prende il nome dalla "ringhiera" che un tempo lo recintava e che fu eliminata durante i restauri ottocenteschi di Giuseppe Del Rosso. La scalinata stessa girava anche sul lato sinistro, ma venne tagliata con gli interventi rinascimentali. Da questo luogo i priori assistevano alle cerimonie cittadine sulla piazza. Durante il governo del Duca d'Atene (1342-1343) la ringhiera venne ulteriormente difesa da due antiporte e altri elementi. Fin dal Quattrocento venne decorato da sculture che, se non sostituite da copie o leggermente spostate, vi si possono ancora ammirare.

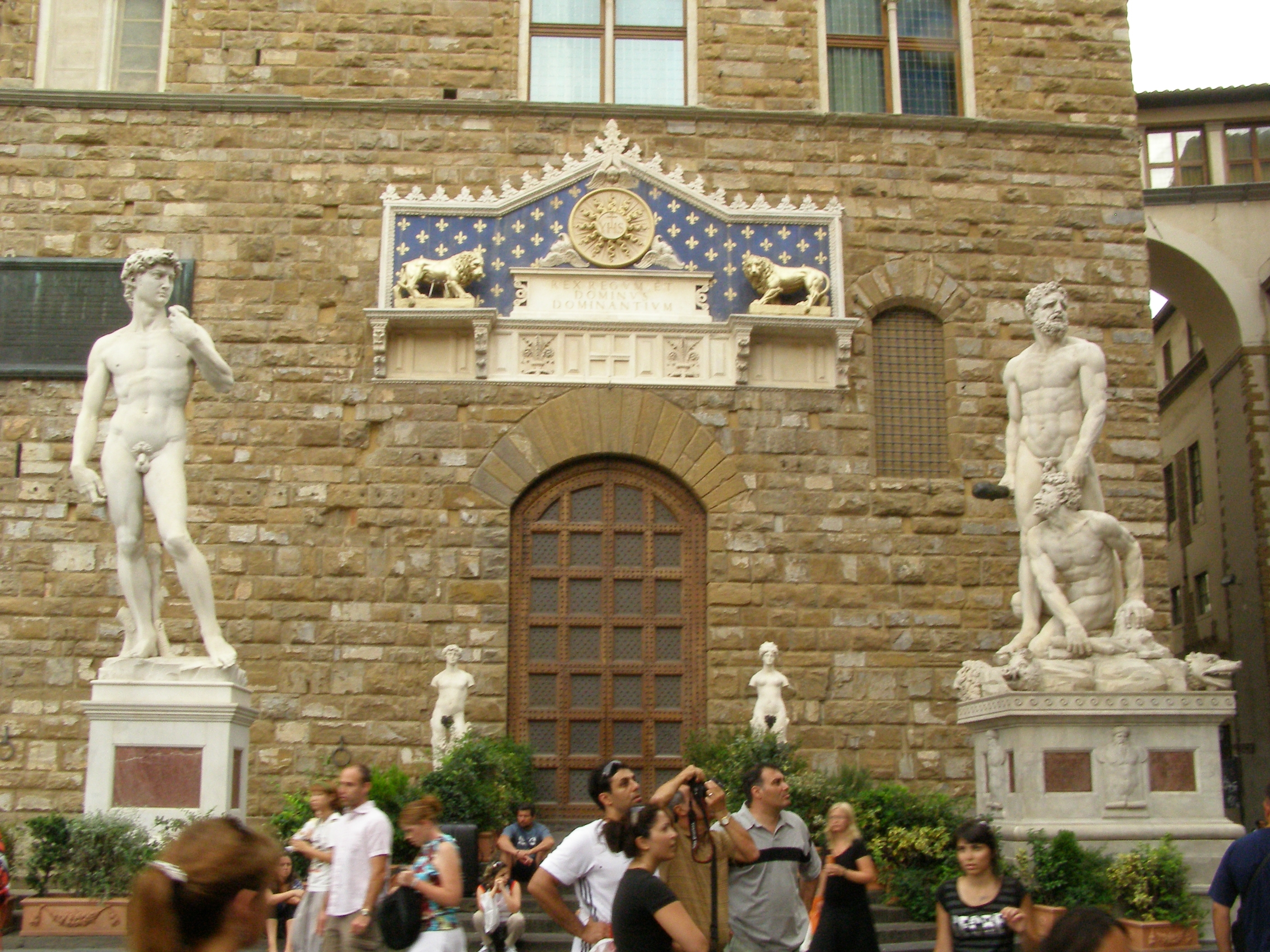
L'entrata principale col frontespizio

Le più antiche sono il Marzocco e la Giuditta e Oloferne (1455-1460|60 circa), entrambe opere di Donatello, sostituite da copie per la loro preziosità (il Marzocco è conservato al Bargello, la Giuditta dentro il palazzo). Queste statue un tempo si trovavano più avanti sulla piazza.
Il David di Michelangelo marcò l'ingresso dal 1504, anno del suo completamento, fino al 1873 quando venne spostato all'Accademia. Una copia è al suo posto dal 1910, fiancheggiato dall'Ercole e Caco di Baccio Bandinelli, scultore che venne molto criticato per la sua "sfrontatezza" ad accostare una sua opera al capolavoro michelangiolesco.
Davanti agli stipiti del portale si trovano i due Termini marmorei, quello maschile di Vincenzo de' Rossi e quello femminile di Baccio Bandinelli che riprendono una tipologia della statuaria classica: essi in antico sostenevano una catena che serviva a sbarrare l'ingresso.
Sopra il portale principale campeggia frontespizio decorativo in marmo datato 1528, con il monogramma raggiato di Cristo Re. Al centro, affiancato da due leoni, c'è il trigramma di Cristo, circondato dalla scritta Rex Regum et Dominus Dominantium (Gesù Cristo, Re dei Re e Signore dei Signori). Questa iscrizione, fatta mettere dal gonfaloniere Niccolò Capponi nel 1551, risale al tempo di Cosimo I e sostituiva l'iscrizione precedente ispirata da Savonarola: anche se non tutte le fonti sono concordi circa l'antica trascrizione, doveva suonare qualcosa come Iesus Christus rex florentini populi S.P. decreto electus, intendendo cioè che Cristo era il sovrano della città e che (sottinteso) nessuno avrebbe mai osato "spodestare" il Cristo prendendo il comando di Firenze. Cosimo I la fece sottilmente sostituire con quella presenza, indicando Cristo sì Re, ma Re dei re e Signore dei signori.
Un'altra targa in bronzo ricorda il plebiscito del 15 marzo 1860 che permise l'unione della Toscana al Regno d'Italia.

### Gli stemmi sulla facciata

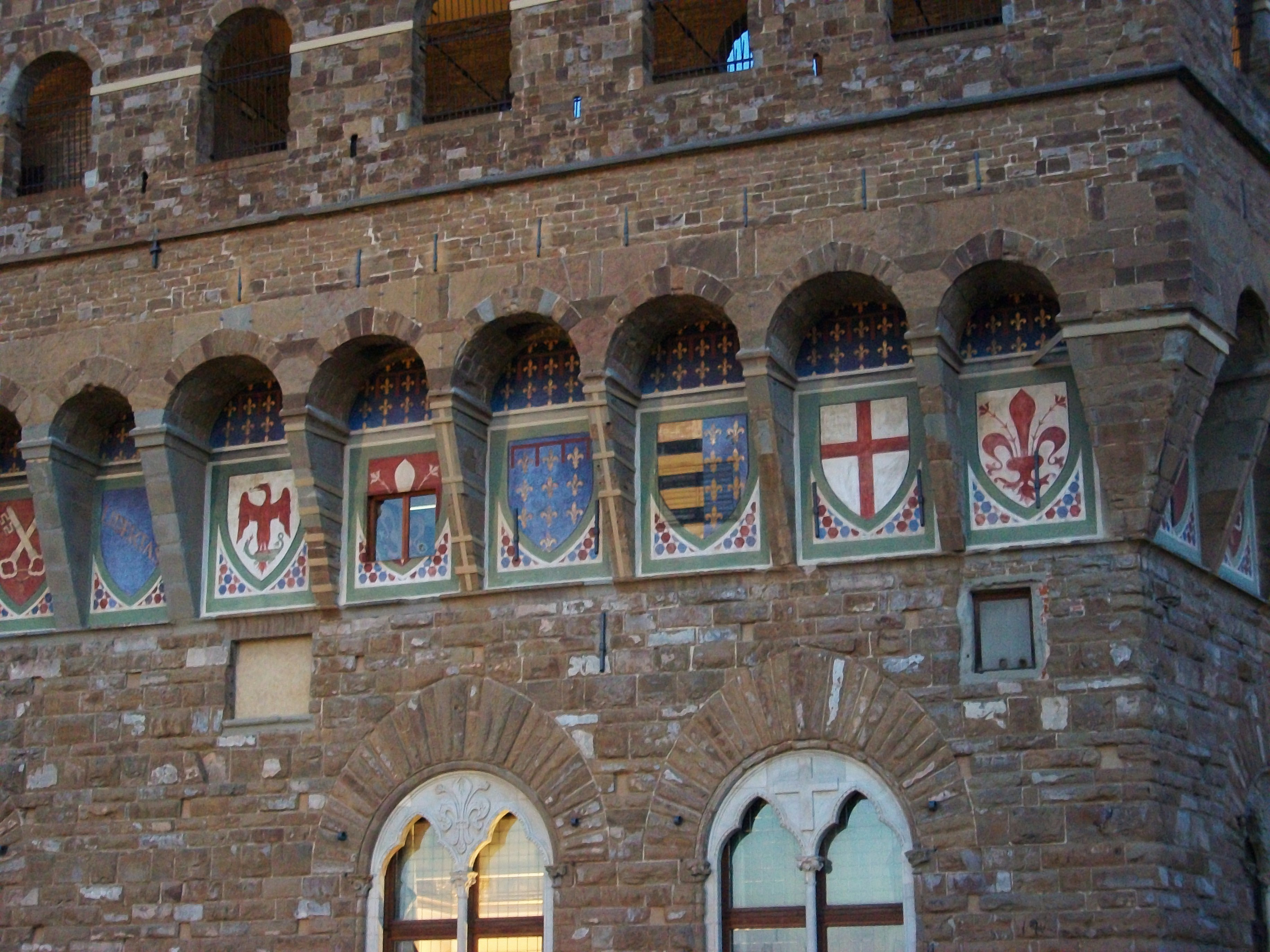
Gli stemmi sulla facciata visti dalla terrazza sulla Loggia dei Lanzi

Sotto gli archi del ballatoio nel 1353 vennero dipinti una serie di stemmi che simboleggiano alcuni particolari aspetti della Repubblica fiorentina e ancora oggi fotografano, in certo senso, la situazione politica trecentesca.
La serie di nove stemmi si ripete due volte sulla facciata e due stemmi si ritrovano anche sul lato sinistro.
Il primo che si incontra da sinistra è la croce rossa in campo bianco, che rappresenta le insegne del popolo fiorentino e segnala le cose pubbliche a Firenze.
Successivamente si incontra il giglio fiorentino rosso in campo bianco, attuale simbolo cittadino, adottato dai guelfi ai tempi della cacciata dei ghibellini nel 1266, ribaltando lo stemma ghibellino, dipinto un po' più avanti, che rappresenta un giglio bianco (come se ne trovano numerosi nella campagna di Firenze) in campo rosso.
Il successivo stemma è partito verticalmente tra bianco e rosso e rappresenta il legame tra Fiesole (il cui stemma è in campo bianco) e Firenze (il cui antico stemma era in campo rosso, appunto), che i fiorentini hanno ricordato sempre come un rapporto di madre/figlia.
Il quarto stemma sono le chiavi d'oro in campo rosso e rappresenta la fedeltà verso il papato. Il quinto simboleggia la Signoria, con la scritta Libertas d'oro in campo azzurro, motto della libertà e indipendenza cittadina.
La successiva aquila rossa in campo bianco che aggrinfia un drago verde è lo stemma della Parte Guelfa. Le città guelfe erano caratterizzate nel medioevo da uno stemma bianco/rosso (Firenze, Lucca, Pistoia...), mentre quelle ghibelline generalmente presentavano come colori il bianco e il nero (Siena e Arezzo).
Dopo il già citato giglio bianco in campo rosso, antico simbolo ghibellino della città, troviamo lo stemma del Re di Francia, i tre gigli d'oro in campo azzurro, di Carlo e Roberto d'Angiò, primi podestà stranieri della città. L'ultimo stemma, partito a fasce nero/oro e gigli d'oro in campo azzurro è l'arma di Ludovico d'Angiò, re d'Ungheria. Tutte queste figure straniere erano considerate protettrici e garanti dell'indipendenza della Repubblica. 
Sul lato sinistro sopra i peducci degli archetti si trovano anche alcune figure zoomorfe in bronzo. Queste sculture, già in pietra serena, sono teste leonine e altre figure.

#### La sequenza degli stemmi

Popolo di Firenze
Stemma di Firenze Guelfa (versione dopo il 1251)
Firenze e Fiesole unite
Papato
Signoria (Priori di Libertà)
Capitani di Parte Guelfa
Stemma di Firenze Ghibellina (versione prima del 1251)
Carlo e Roberto d'Angiò
Ludovico d'Angiò

### La torre di Arnolfo

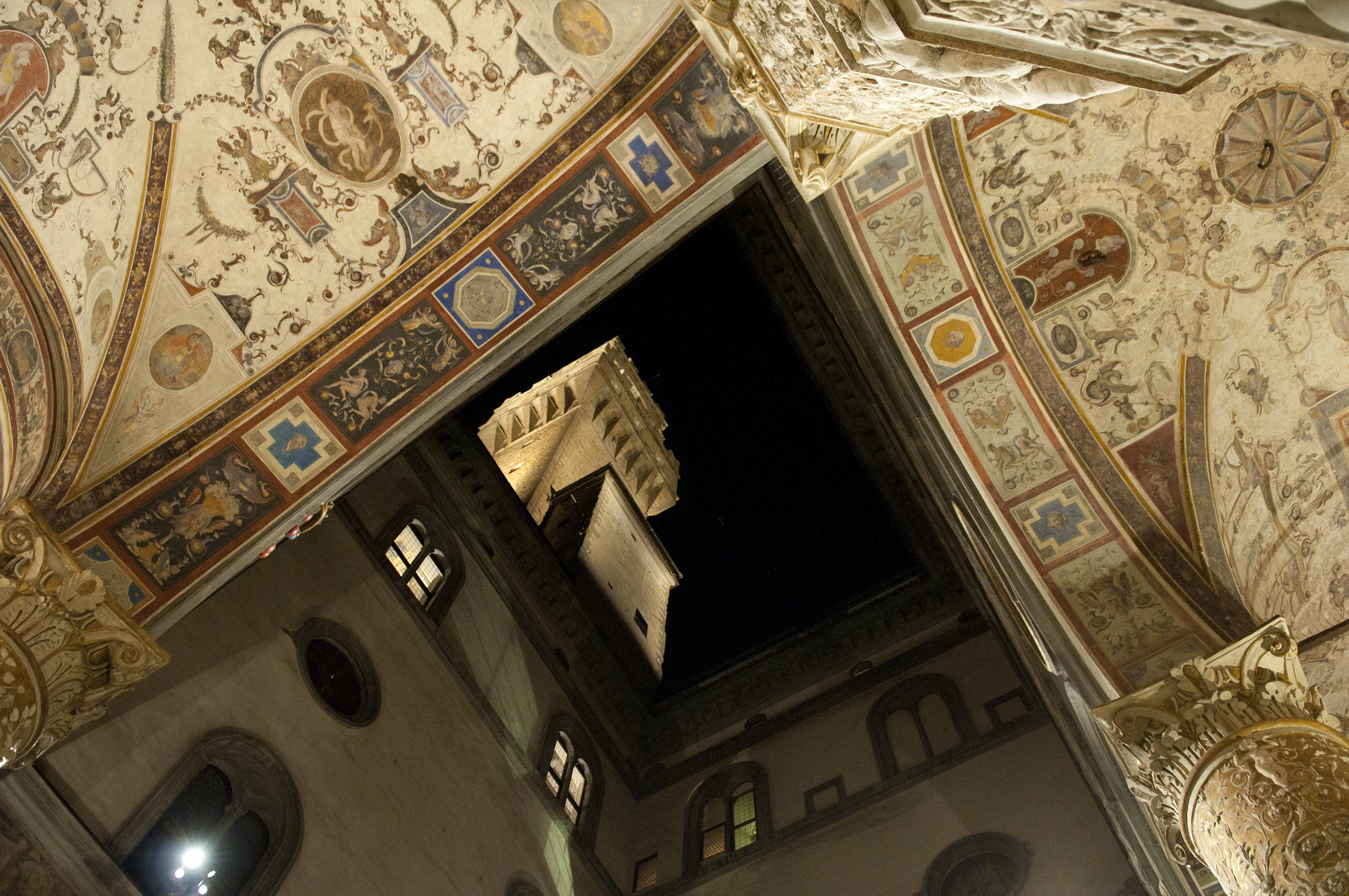
Cortile interno e torre di Arnolfo

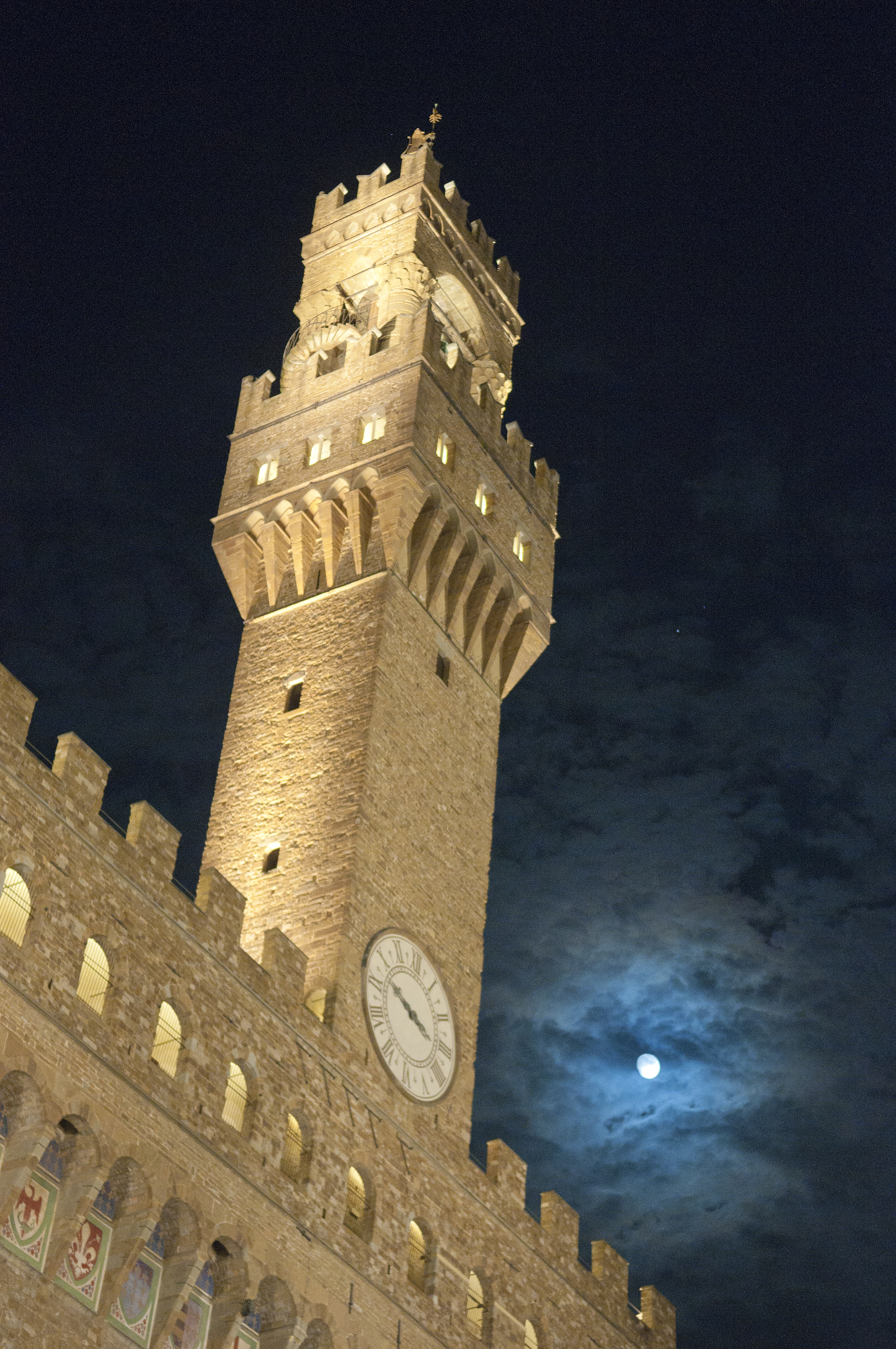
Torre Palazzo Vecchio

La torre di Palazzo Vecchio fu costruita verso il 1310 quando il corpo del palazzo era quasi terminato. Posta sulla facciata (ispirandosi probabilmente al Castello dei Conti Guidi a Poppi), si appoggia solo in parte alle murature sottostanti, presentando il lato frontale costruito completamente in falso (cioè sporgente rispetto alle strutture sottostanti) con una soluzione architettonica insieme audacissima ed esteticamente soddisfacente.

Alta circa 94 metri, la torre non è centrata sulla facciata ma è decentrata verso il lato sud della stessa (verso destra per chi guarda frontalmente il palazzo) perché poggia su una casa-torre preesistente appartenuta ai Foraboschi detta "della Vacca" a causa del nomignolo affibbiato dai Fiorentini alla grossa campana che la sormontava (la vicina via che congiunge piazza della Signoria a via Por Santa Maria si chiama via Vacchereccia sempre a causa di tale campana). La presenza della torre è ancora oggi distinguibile dalle finestre murate presenti sulla parte di facciata sottostante la torre di Arnolfo.

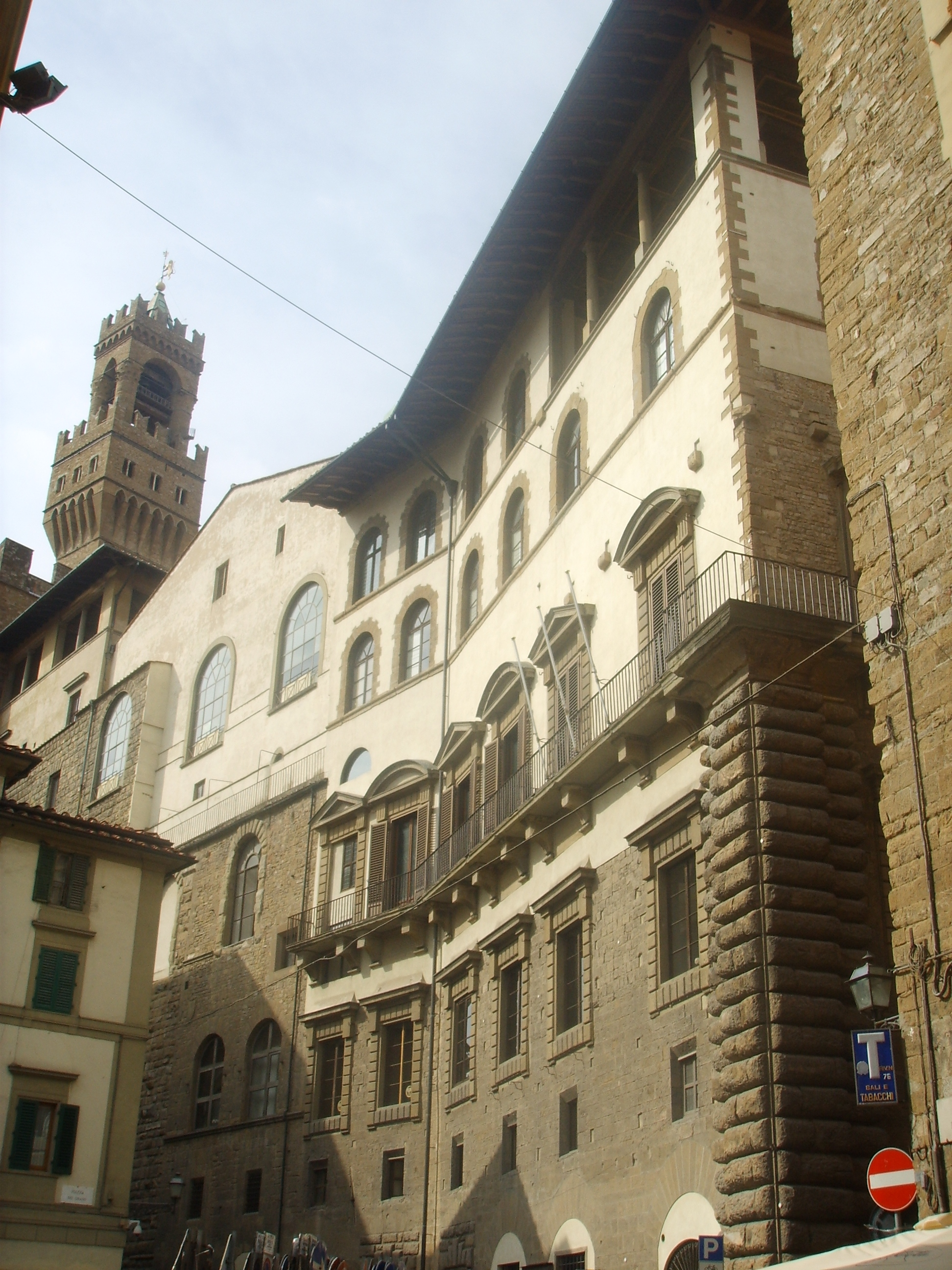
Il retro dell'edificio ben mostra la successione di ampliamenti avvenuta nei secoli; Nell'angolo superiore la Terrazza di Saturno

Il corpo della torre, oltre alle scale, presenta un piccolo vano denominato l'Alberghetto dentro il quale vennero tenuti prigionieri, tra gli altri, Cosimo il Vecchio prima di essere condannato all'esilio (1433) e Girolamo Savonarola prima di essere impiccato ed arso in piazza il 23 maggio 1498.
Il ballatoio della cella campanaria, con merli ghibellini (a coda di rondine), è sostenuto da mensoloni con archetti ogivali, sopra il quale poggia un'edicola con archi a tutto sesto sostenuti da quattro massicce colonne in muratura sormontate da capitelli a foglie. Nella cella sono attaccate tre campane:
1. La Martinella, che richiama i fiorentini ad adunanza[3],
2. La campana del mezzogiorno,
3. La campana dei rintocchi (la più grande).

Attorno ad una delle colonne si può vedere la scaletta a chiocciola che permette di salire sulla copertura.
Sulla sommità si trova una grande banderuola (più di due metri d'altezza) a forma di Marzocco che tiene l'asta sormontata dal giglio fiorentino: si tratta di una copia, l'originale può essere ammirato in tutta la sua grandezza all'interno del palazzo.
Guardando le mensole che sostengono la balconata della torre dal basso si ha la strana sensazione che quelle d'angolo non poggino su niente, come piccole piramidi capovolte: è un curioso effetto ottico causato dalle ombre agli spigoli.
Il grande orologio fu originariamente costruito dal fiorentino Nicolò Bernardo, ma rimpiazzato nel 1667 da uno realizzato da Giorgio Lederle di Augusta e montato da Vincenzo Viviani, che è tuttora funzionante.

### La porta di Tramontana
La porta di Tramontana, così chiamata per la sua ubicazione a nord da dove spira appunto il vento di Tramontana, è la seconda entrata monumentale del palazzo trecentesco originario. È caratterizzata da un timpano con due nicchie dove un tempo erano presenti due leoni marzocchi. Da essa si entra nella camera d'arme, oggi usata solo per mostre temporanee.

### La porta della Dogana
La porta sul lato nord, vicino a via dei Gondi, reca sul portale, oltre ai consueti stemmi scolpiti di Firenze e del Popolo, una porticina merlata intarsiata in marmi policromi, stemma della Dogana. Da qui si accedeva infatti agli uffici della dogana che aveva i suoi magazzini nei sotterranei del palazzo, e che ancora dà il nome al cosiddetto cortile della Dogana.

### Altre porte
Sul lato di via dei Leoni si trova un grande portale realizzato da Bernardo Buontalenti durante i lavori degli ultimi ampliamenti del palazzo (1549, completati dall'Ammannati nel 1596). Presenta un bozzato rustico e un grande stemma mediceo.
La piccola porta su via della Ninna risale invece all'epoca del Duca di Atene, che la fece aprire al termine di una scalinata "segreta" che partiva dai suoi appartamenti e che effettivamente gli fu d'aiuto all'epoca della sua precipitosa fuga dalla città.

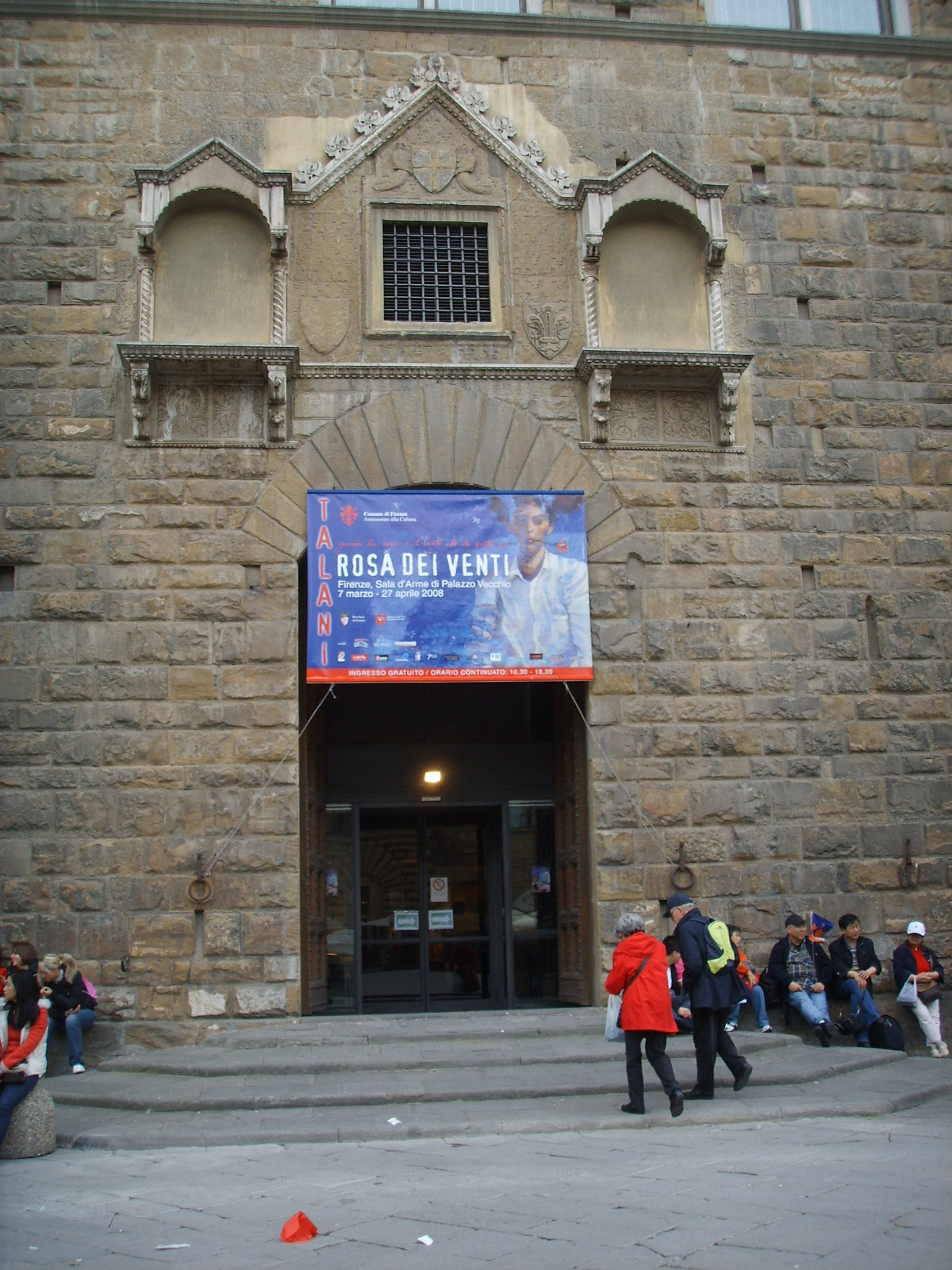
La porta di Tramontana
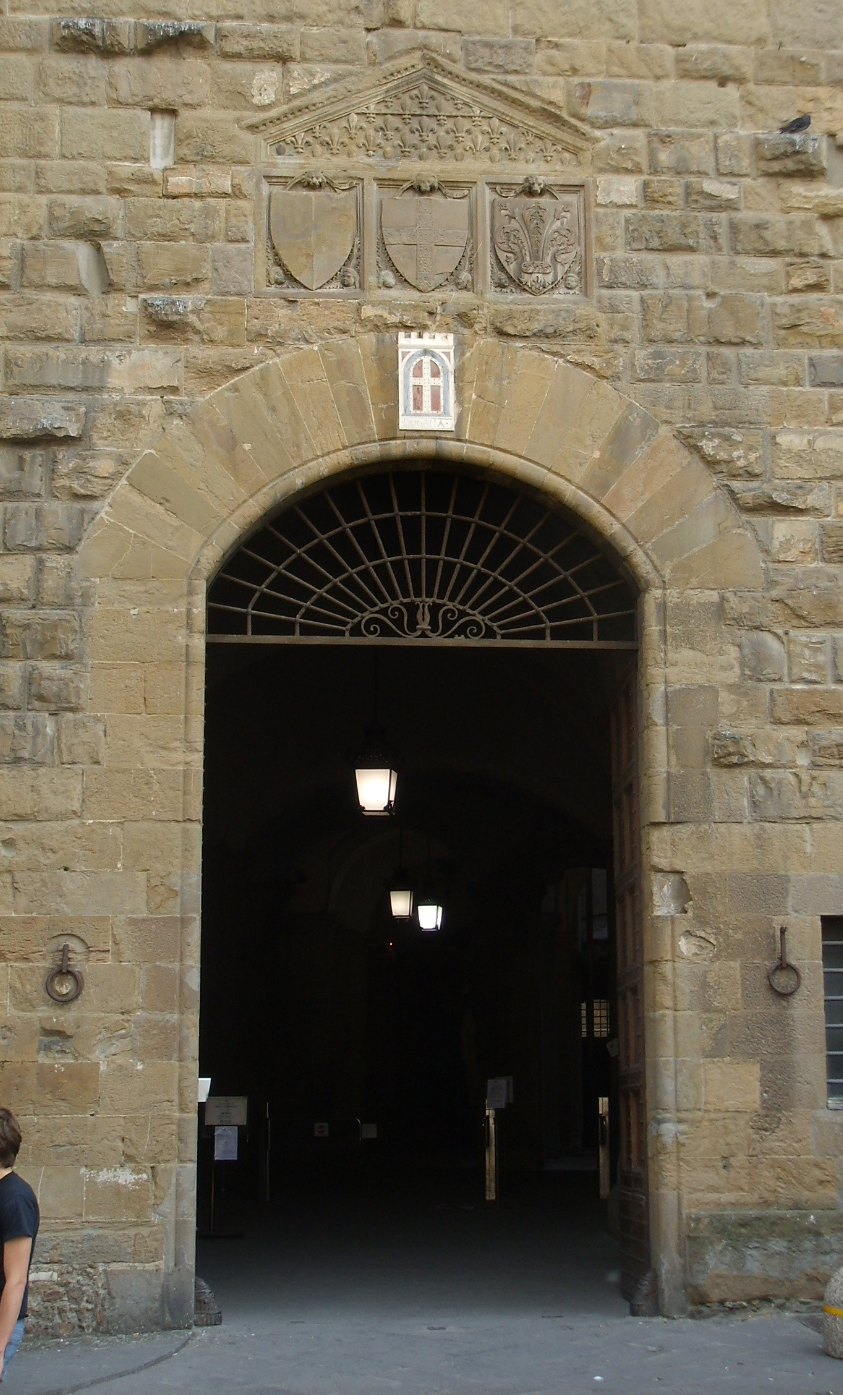
La porta della Dogana
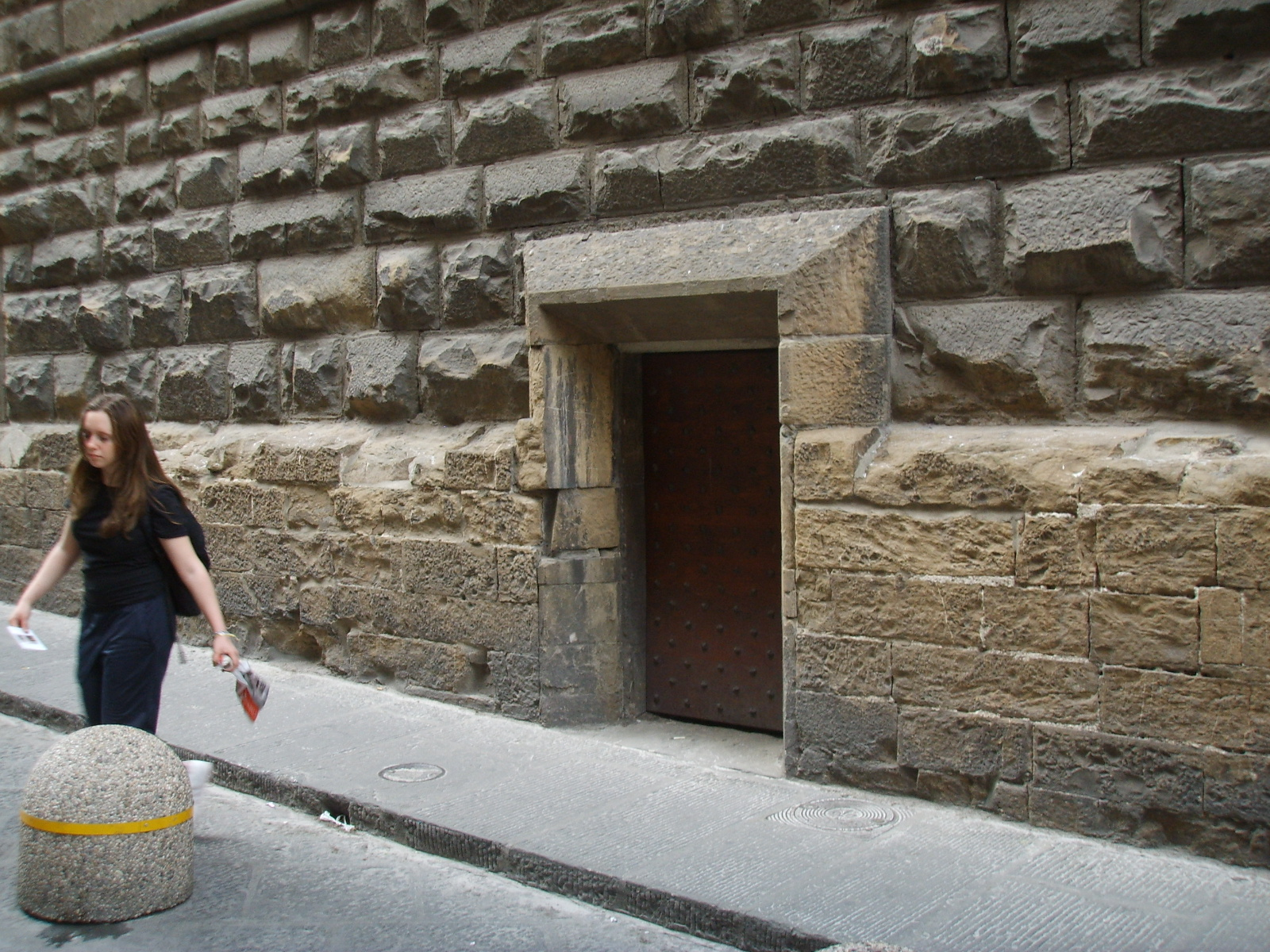
La porticciola per le fughe di emergenza fatta costruire dal Duca di Atene

## Il pian terreno e i cortili

### Primo cortile

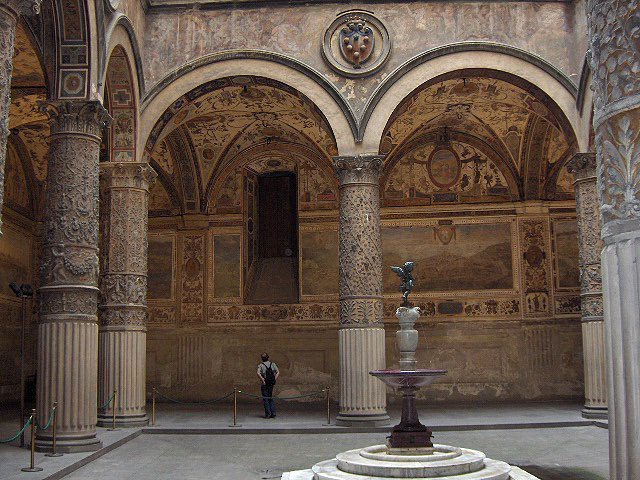
Il primo cortile

Il primo cortile, al quale si accede dal portone principale su piazza della Signoria, fu progettato nel 1453 da Michelozzo. Nel 1565, in occasione delle nozze tra Francesco I de' Medici, figlio di Cosimo I, e Giovanna d'Austria, sorella dell'imperatore Massimiliano II, il cortile venne trasformato ed abbellito in un esuberante stile manierista su progetto di Giorgio Vasari.
Nelle lunette, tutto intorno al porticato, sono riprodotte le insegne delle chiese e delle corporazioni delle arti e mestieri della città, mentre nei riquadri inferiori sono dipinte, in onore proprio di Giovanna d'Austria, le Vedute di città dell'Impero degli Asburgo, dipinte da Bastiano Lombardi, Cesare Baglioni e Turino Piemontese. Le città raffigurate sono Praga, Passavia (Passago), Stein, Klosterneuburg, Graz, Friburgo in Brisgovia, Linz, Bratislava (Possonia), Vienna, Innsbruck (Eniponte), Eberndorf, Costanza, Neustadt e Hall. Queste opere furono dipinte a secco, per cui lo stato di conservazione non è buono.

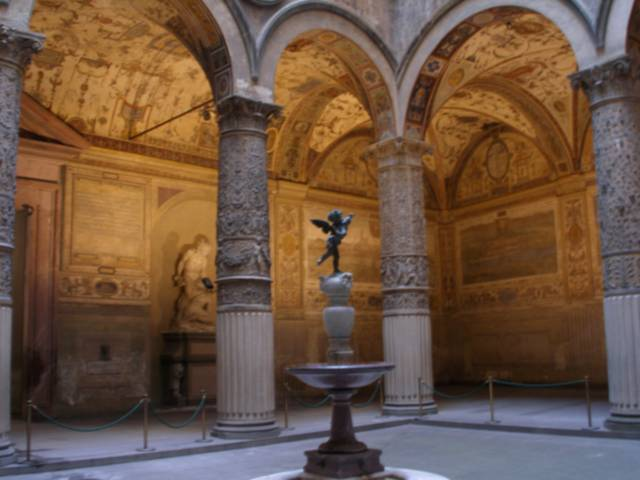
Cortile

Le colonne sono riccamente decorate, con scanalature alternate a parti lavorate con stucchi dorati, opera di Lorenzo Marignolli, Leonardo Ricciarelli, Santi Buglioni, Pietro Paolo Minzocchi e Battista del Tadda su progetto del Vasari. Le volte sono arricchite da decorazioni grottesche.
Al centro, in sostituzione dell'antico pozzo, venne eretta una fontana in porfido da Battista del Tadda e Raffaello di Domenico di Polo, su disegno di Vasari e con la collaborazione probabile di Bartolomeo Ammannati. Poggiante su un ampio basamento ottagonale, con gli ultimi due gradini rotondi, ha una colonnina di porfido che regge una vasca marmorea. Sulla fontana venne collocata nel 1557 la più antica statua bronzea del Putto con delfino di Andrea del Verrocchio (1470 circa), spostata dal 1959 al secondo piano del palazzo e sostituita nel cortile da una copia. Questa piccola scultura, che poggia su un balaustrino centrale a forma d'anfora con teste leonine zampillanti, era inizialmente situata nel giardino della villa Medicea di Careggi, nella fontana dell'Amore, ai bordi della quale si poteva riunire l'Accademia neoplatonica nei mesi estivi. L'acqua che ancora oggi la alimenta, sgorgando dalle narici del delfino, arriva fin dalla collina di Boboli grazie ad un antico sistema idrico di tubature.
Nella nicchia davanti alla fontana, accanto al portale in porfido opposto a quello d'entrata, è il gruppo con Sansone e il filisteo di Pierino da Vinci, scolpita per il provveditore di corte Luca Martini intorno al 1550 per la sua residenza pisana, trasferita a Firenze tra 1570 e 1579 e qui collocata nel 1592.

### La Camera d'Arme

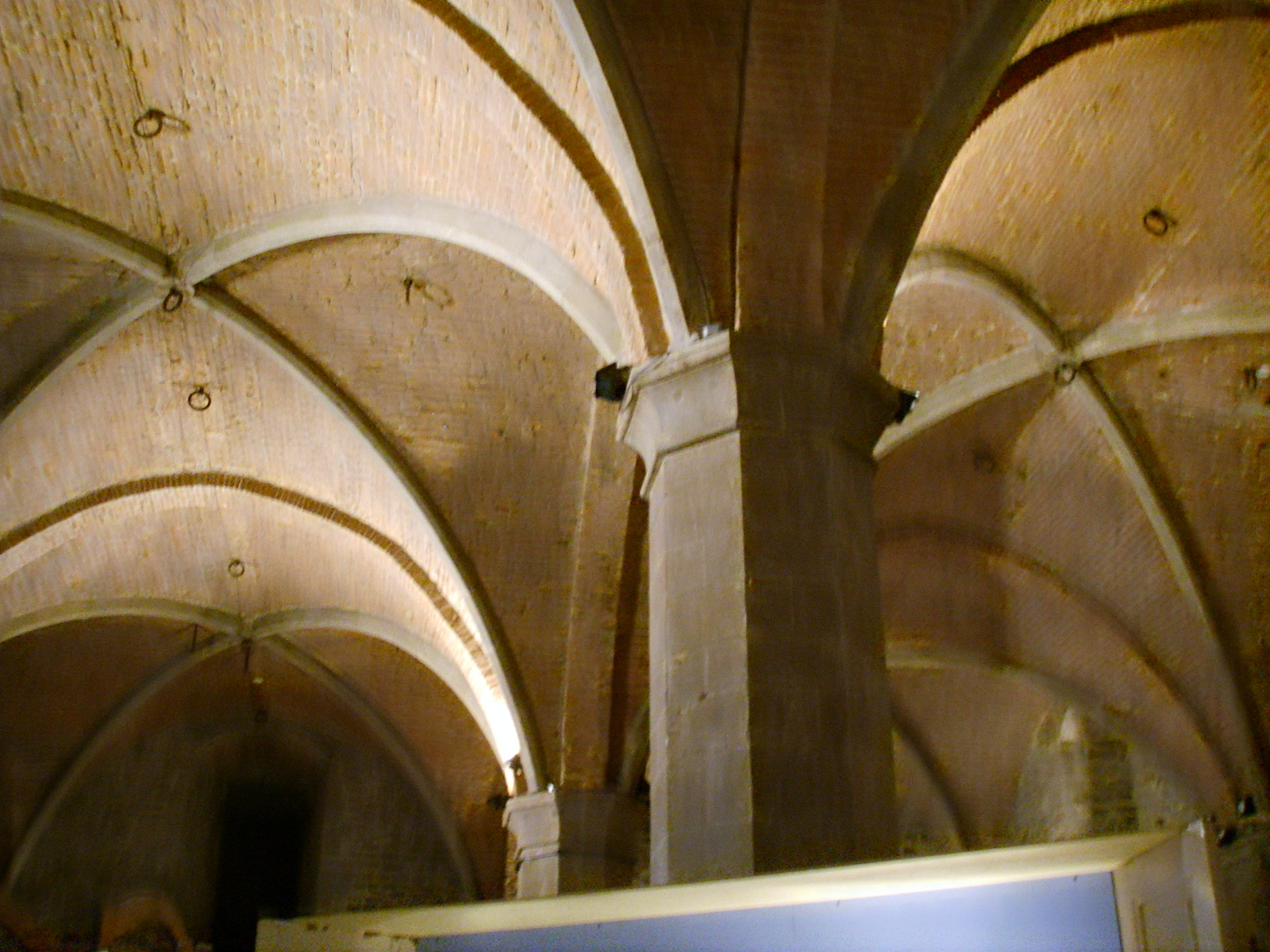
Le volte a crociera su pilastri ottagonali della Sala d'Arme

Dal fianco sinistro del cortile una porta conduce all'antica Camera d'Arme, un tempo utilizzata come deposito di armi e munizioni ed oggi usata per mostre temporanee ed eventi speciali. Costruita entro il 1312, è l'unico ambiente del palazzo a conservare la sua struttura primitiva, con coperture a crociera in laterizio costolonate e pilastri in pietraforte. Durante il restauro del 1910 gli intonaci originali vennero abbattuti e fu riaperta la porta sulla piazza (di Tramontana), chiusa nel 1380.

### Secondo cortile

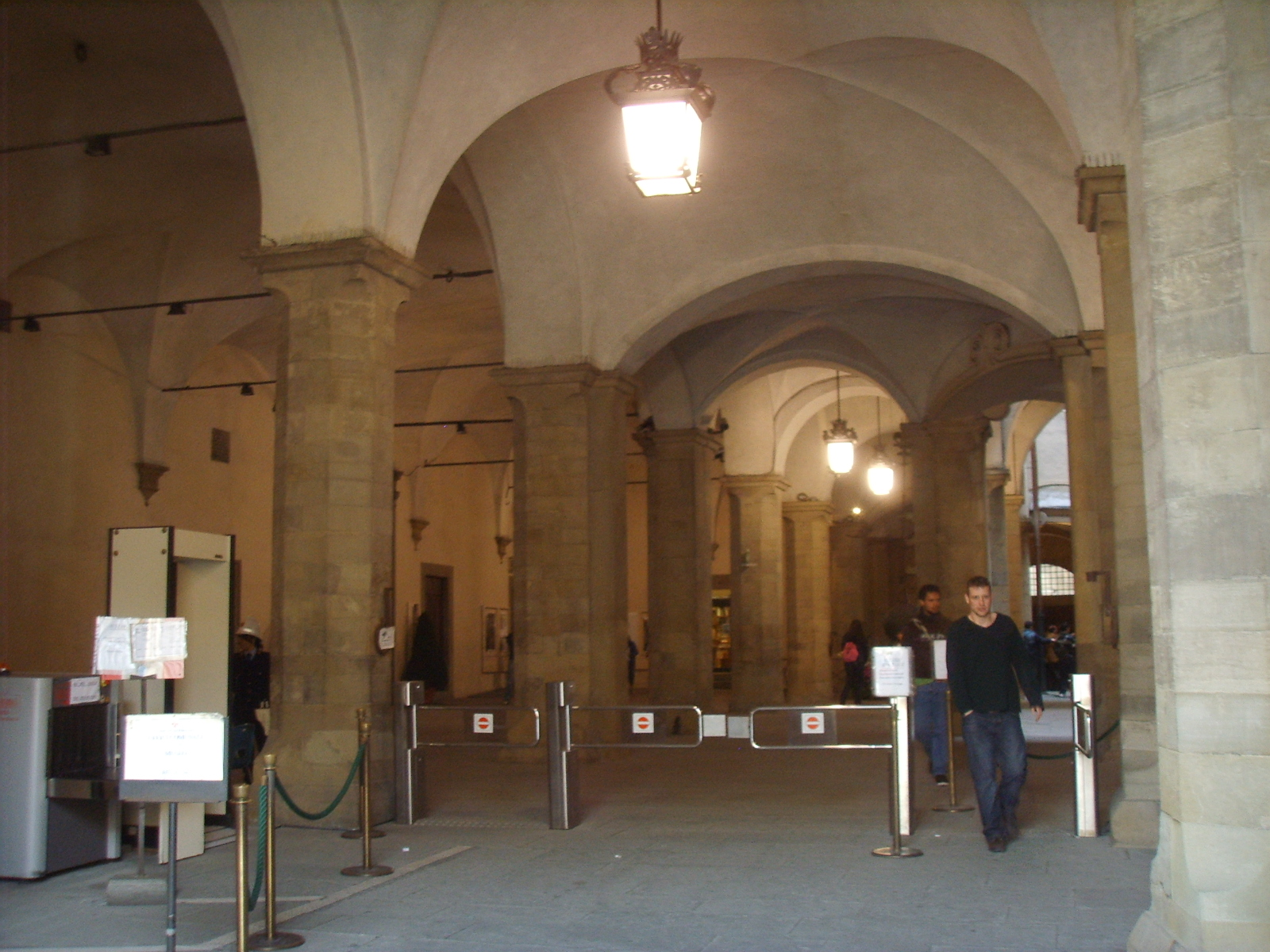
Il cortile della Dogana

Il secondo cortile, anche conosciuto come cortile della Dogana, ha pilastri massicci costruiti nel 1494 dal Cronaca per sostenere il "salone dei Cinquecento" al secondo piano. Prende il nome dagli uffici della dogana che qui si trovavano fin dai tempi di Leopoldo II di Toscana, quando vennero istituiti.
La Dogana fiorentina accoglieva le merci provenienti da fuori il Granducato e le prendeva in deposito, in attesa che il destinatario le rilevasse ("sdoganasse") pagando la relativa tassa. Dopo la piena dell'Arno del 3 novembre 1844 le merci vennero gravemente alluvionate, per cui si spostò questo ufficio nel casino di San Marco in via Cavour, prima che vi fossero sistemati gli uffici giudiziari della Corte d'Appello.
Nel cortile oggi si trovano la biglietteria del museo e la libreria. Sulla parete sinistra ci sono ancora tre stemmi in pietra risalenti ai secoli XIV e XV e relativi a Capitani del popolo. 
Fra il primo ed il secondo cortile si trova l'imponente e monumentale scalone del Vasari che porta al salone dei Cinquecento. Di fronte all'ingresso di questo salone è stata, recentemente, collocata la banderuola originaria della torre: si tratta della sagoma di un Marzocco con il giglio di Firenze in ferro. Posta in cima alla torre nel 1493, fu sostituita nel 1981 da una copia in vetroresina..

### Terzo cortile
Il terzo cortile, detto cortile nuovo, già previsto dal Vasari, venne eseguito da Bartolomeo Ammannati e Bernardo Buontalenti a conclusione dell'ampliamento verso via dei Gondi e via dei Leoni. È aperto, senza arcate e vi si affacciano soprattutto uffici comunali. Lo scalone che inizia qui porta all'ufficio del Sindaco ed alla Giunta. Anticamente era decorato da una loggia e da ballatoi esterni andati perduti nel tempo.

## L'interno - Museo

### Primo piano

#### Salone dei Cinquecento

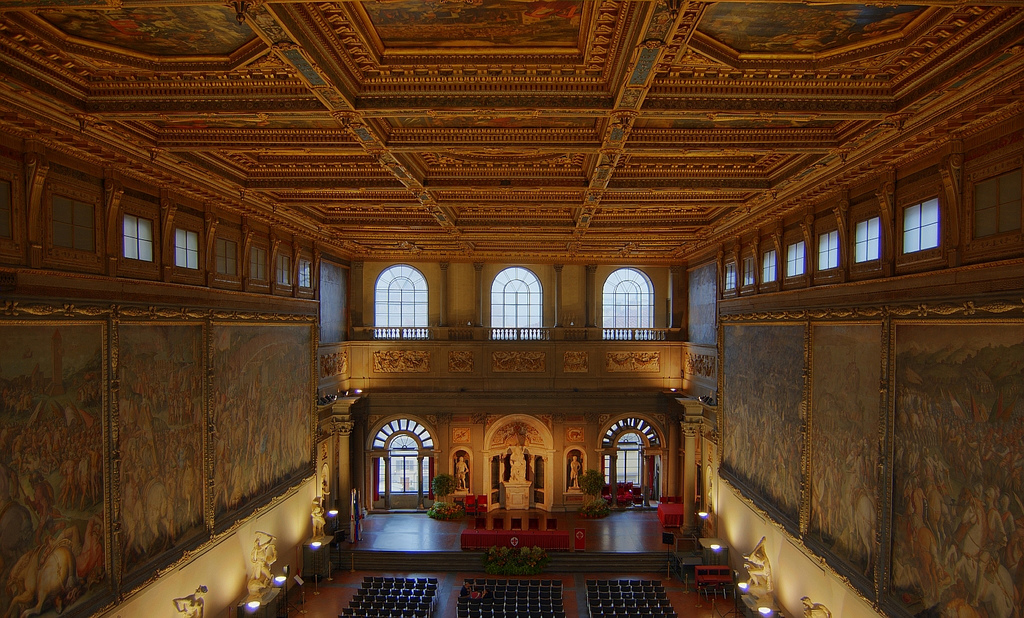
Salone dei Cinquecento

Il salone dei Cinquecento è uno dei più ampi e preziosi saloni in Italia.
Questa sala imponente ha una lunghezza di 54 metri ed una larghezza di 23. Fu costruita nel 1494 da Simone del Pollaiolo, detto il Cronaca, su commissione di Savonarola che, rimpiazzando i Medici alla guida di Firenze, la volle come sede del Consiglio maggiore, che era composto da più di 1500 cittadini, che si riunivano a rotazione a gruppi di 500.
Fu in seguito allargata da Vasari, così che Cosimo I potesse far corte in questo salone. Durante la trasformazione (1555-1572) non è chiaro se i famosi dipinti incompleti de La battaglia di Anghiari di Leonardo da Vinci e La battaglia di Cascina di Michelangelo vennero coperti o distrutti. Della Battaglia di Anghiari esiste una celebre copia di Rubens al museo del Louvre, ma in ogni caso delle due opere restano altre copie e a volte i bozzetti.
Al tempo in cui Firenze fu capitale del Regno d'Italia, i parlamentari si adunavano qui (1865-1871).
Sulle pareti sono realizzati grandi affreschi che descrivono le battaglie e i successi militari di Firenze su Pisa e Siena:
- La presa di Siena,
- La conquista di Porto Ercole,
- La vittoria di Cosimo I a Marciano in val di Chiana,

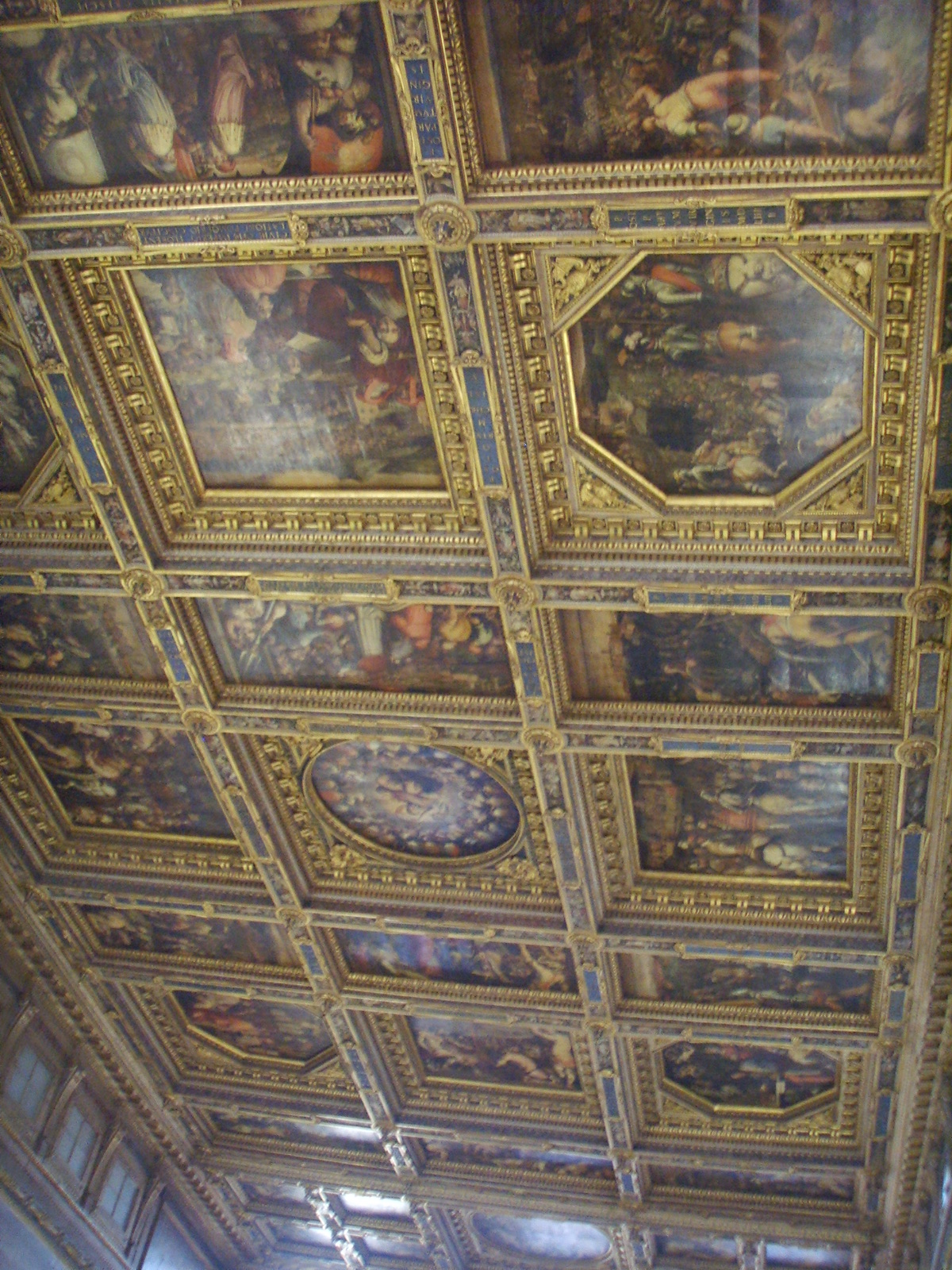
Il soffitto del Salone

- La sconfitta dei pisani alla torre di San Vincenzo,
- Massimiliano d'Austria tenta la conquista di Livorno,
- Pisa attaccata dalle truppe fiorentine

Il soffitto è realizzato con 39 pannelli costruiti e dipinti da Vasari e dalla sua bottega, rappresentanti "Importanti episodi della vita di Cosimo I", i quartieri della città e la città stessa, con al centro l'apoteosi rappresentante: "Scena di glorificazione come gran duca di Firenze e di Toscana".
Sul lato nord della sala, illuminata da enormi finestre, c'è il livello rialzato chiamato L'udienza, costruito da Baccio Bandinelli per Cosimo I per ricevere cittadini ed ambasciatori e completato per volontà di Ferdinando I tra 1592 e 1594. Sopra ci sono affreschi di eventi storici fra cui quello in cui il papa Bonifacio VIII ricevette gli ambasciatori e rendendosi conto che erano tutti fiorentini pronunciò la famosa frase "Voi fiorentini siete la quintessenza".
Nelle nicchie sono ospitate sculture di Bandinelli: al centro la statua di Leone X (realizzata con l'aiuto dell'assistente Vincenzo de' Rossi) e sulla destra il gruppo di Carlo V incoronato da Clemente VII completato da Giovanni Caccini nella figura del sovrano.
Alle pareti sono in mostra anche diversi sontuosi arazzi medicei incluso Storie della vita di Giovanni Battista, ripreso da un affresco di Andrea del Sarto.
Le sei statue lungo le pareti che rappresentano le Fatiche di Ercole sono opera di Vincenzo de' Rossi.
Nella nicchia centrale (parte sud della sala) c'è il famoso gruppo marmoreo di Michelangelo Il genio della Vittoria (1533-1534), originariamente preparato per la tomba di papa Giulio II.

#### Studiolo di Francesco I

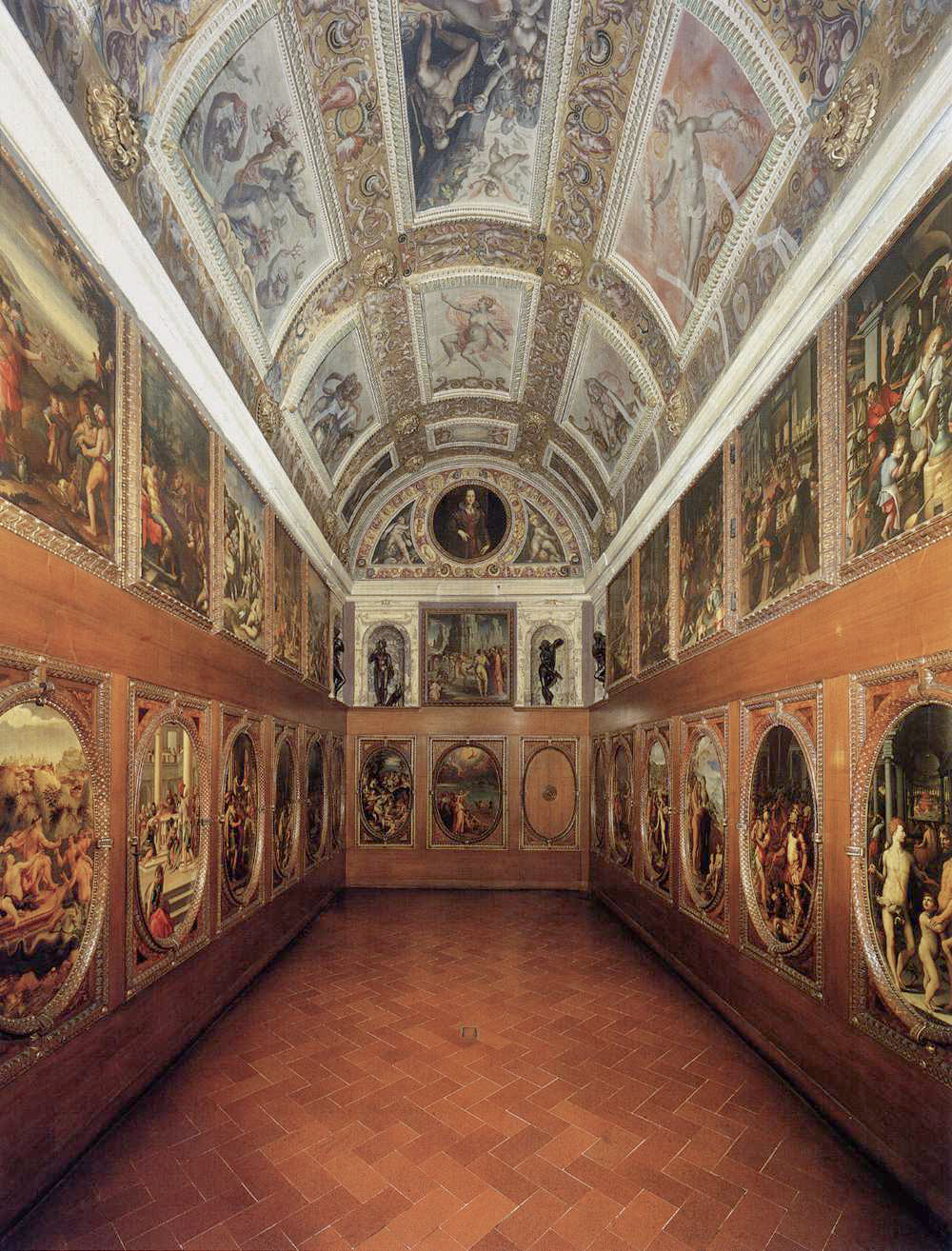
Lo Studiolo di Francesco I

Alla fine della sala è stata realizzata una piccola stanza laterale senza finestre. Questo capolavoro, lo Studiolo o Studio di Francesco I de' Medici, fu anch'esso progettato da Vasari e realizzato in stile manieristico (1570-1575). Le pareti e le volte sono completamente coperte da dipinti, stucchi e sculture. Molti dipinti sono della scuola del Vasari e rappresentano i quattro elementi: acqua, terra, aria e fuoco. I ritratti di Cosimo I e di sua moglie Eleonora di Toledo furono dipinti da Alessandro Allori, allievo prediletto del Bronzino. Le delicate sculture in bronzo sono state realizzate dal Giambologna e Bartolomeo Ammannati. Smontate da decenni, sono state ricostruite solamente nel XX secolo.
Dallo studiolo due scalette portano al più antico Studiolo di Cosimo I o Tesoretto.

#### Quartieri monumentali
Le altre stanze del primo piano sono i "Quartieri monumentali". Queste stanze sono riccamente decorate secondo un programma teso alla celebrazione della famiglia Medici. Esse sono state a lungo utilizzate come sale di rappresentanza dal Sindaco e solo una parte è oggi visitabile.
Nel quartiere di Leone X sono presenti affreschi che celebrano la genealogia della famiglia Medici, e prendono il nome da una delle sale più famose, quella dedicata appunto al primo papa mediceo. I dipinti sono opera di Giorgio Vasari, di Giovanni Stradano e di Marco da Faenza.

##### Sala di Leone X

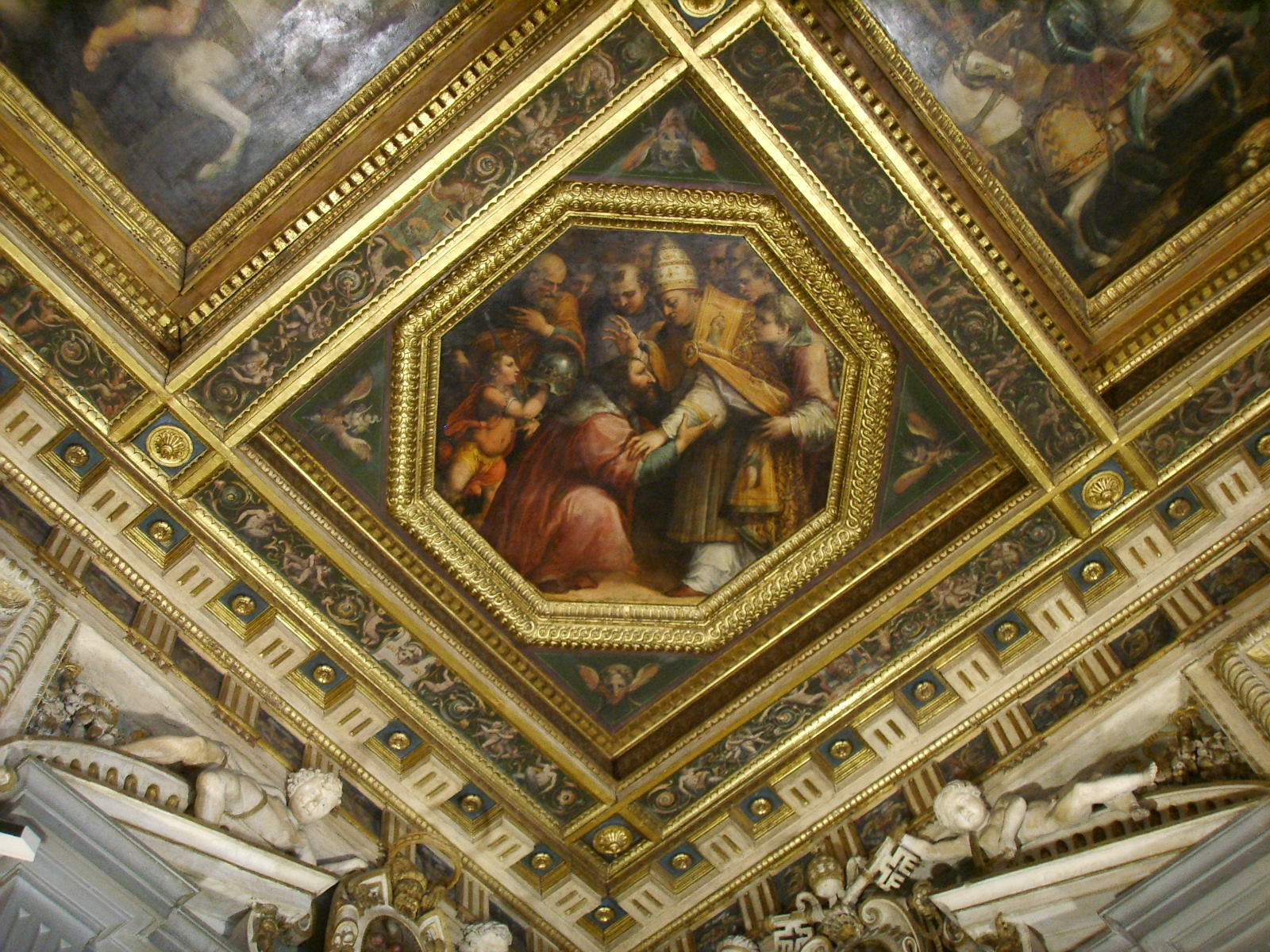
Dettaglio del soffitto nella Sala di Leone X

La Sala di Leone X è dedicata al papa figlio di Lorenzo il Magnifico che iniziò le fortune della casata nel Cinquecento portandola a consolidare il suo potere e la sua importanza.
Sul soffitto è dipinta Le truppe alleate di Leone X riconquistano Milano ai francesi, mentre i pannelli rettangolari e ottagonali raffigurano vari episodi della vita di Leone X. Altri episodi sono raffigurati negli affreschi a monocromo, posti in zone laterali delle pareti.
Al centro delle pareti sono dipinte grandi scene. Nella scena dell'Ingresso trionfale di Leone X a Firenze, si vede l'aspetto di piazza della Signoria prima della costruzione degli Uffizi, con ancora la chiesa di San Pier Scheraggio e con la Loggia dei Lanzi senza le sculture.
È interessante anche l'affresco della battaglia di San Leo, vinta da Lorenzo Duca d'Urbino per il papa stesso. Nello sfondo si vede bene la fortezza di San Leo, celebre per essere stata il luogo di prigionia di Cagliostro. Una curiosità del dipinto è rappresentata dalla personificazione di un fiume (un vecchio) in primo piano che tiene un grande orcio: nell'orcio zampilla acqua proveniente dalla roccia, che a ben guardare ha l'aspetto di un uomo in piedi che sta orinando (?), un'allegoria della sorgente del fiume Marecchia.
La terza scena muraria è Leone X elegge il suo collegio cardinalizio. La parete con le finestre è decorata invece da alcuni ritratti medicei.
Agli angoli si trovano quattro nicchie con altrettanti busti marmorei: da sinistra Giuliano, duca di Nemours di Alfonso Lombardi, Lorenzo duca di Urbino di Gino Lorenzi, Clemente VII sempre del Lombardi e Leone X del Lorenzi.
Il maestoso camino in marmo è su disegno di Bartolomeo Ammannati; il pavimento è opera di Santi Buglioni ed è in terracotta bianca e rossa; al centro gli anelli medicei intrecciati e la partizione riprende quella del soffitto.

##### Sala di Cosimo il Vecchio
La Sala di Cosimo il Vecchio presenta al centro del soffitto Il ritorno di Cosimo dall'esilio con i figli Piero e Giovanni (interessante è una veduta nel dipinto di porta San Gallo con il distrutto monastero di San Gallo). Le edicole ai lati, eseguite su disegno dell'Ammannati, sono decorate da episodi della vita di Cosimo e allegorie:
- Partenza per l'esilio
- Ritratto di Piero il Gottoso (sotto, al centro)
- Cosimo svela a Santi Bentivoglio la sua origine perché governi Bologna
- Ritratto di Giovanni di Bicci de' Medici
- Brunelleschi e Ghiberti presentano a Cosimo il modello per la chiesa di San Lorenzo
- Ritratto di Giovanni de' Medici
- Cosimo circondato da artisti e letterati
- Ritratto di Lorenzo il Vecchio

##### Sala di Lorenzo il Magnifico
Nella sala di Lorenzo il Magnifico prosegue il ciclo di affreschi celebrante la famiglia Medici. Nel soffitto, al centro, è dipinto Lorenzo il Magnifico che riceve l'omaggio degli ambasciatori. Seguono ai lati Lorenzo alla dieta di Cremona, Ritratto di Giuliano di Lorenzo de' Medici, Lorenzo si reca a Napoli da Ferdinando d'Aragona, Ritratto di Piero il Fatuo, Lorenzo tra filosofi e letterati, Ritratto di Giuliano de' Medici, La presa di Sarzana e Ritratto di Giovanni de' Medici.

##### Sala di Cosimo I
Al centro del soffitto si trova il Trionfo di Cosimo I a Montemurlo. Le altre scene rappresentate sono: Cosimo tra gli artisti della sua corte, Ritratto di Francesco I de' Medici, Cosimo ordina di soccorrere Serravalle, Ritratto di Don Pietro de' Medici, Cosimo visita le fortificazioni dell'Elba, Ritratto di Eleonora di Toledo, Elezione di Cosimo I a duca di Firenze e Doppio ritratto di Giovanni e Garzia de' Medici.
Alle pareti sono raffigurate varie scene della vita di Cosimo:
- Visita di Francesco de' Medici a Filippo di Spagna o Andata di Cosimo a Genova dall'Imperatore
- Rotta dei turchi a Piombino
- Cosimo riceve il Toson d'oro in Duomo
- Cosimo entra in Siena
- Nascita di Francesco I
- Eleonora di Toledo parte da Napoli
- Rotta di Valdichiana
- Arrivo di Eleonora di Toledo a Poggio a Caiano
- Battesimo di Francesco I
- Presa di Porto d'Ercole
- Restaurazione del castello di Firenze

##### Sala di Giovanni dalle Bande Nere
La sala successiva è dedicata a Giovanni delle Bande Nere, padre di Cosimo I e unico condottiero di casa Medici. Al centro del soffitto è dipinto Giovanni passa a nuoto il Po e l'Adda con l'esercito. Ai lati, da sinistra, si trovano:
- Giovanni difende il Ponte Rozzo sul Ticino
- Ritratto di Maria Salviati
- Giovanni dalle Bande Nere uccide un cavaliere spagnolo
- Ritratto di Giovanni di Pierfrancesco de' Medici
- Presa di Caravaggio
- Ritratto di Cosimo I de' Medici da giovane
- Battaglia di San Secondo

Alle pareti sono affrescati vari episodi bellici legati a Giovanni dalle Bande Nere e i ritratti di Caterina Sforza (sua madre) e di Pierfrancesco de' Medici (suo nonno).

##### Scrittoio

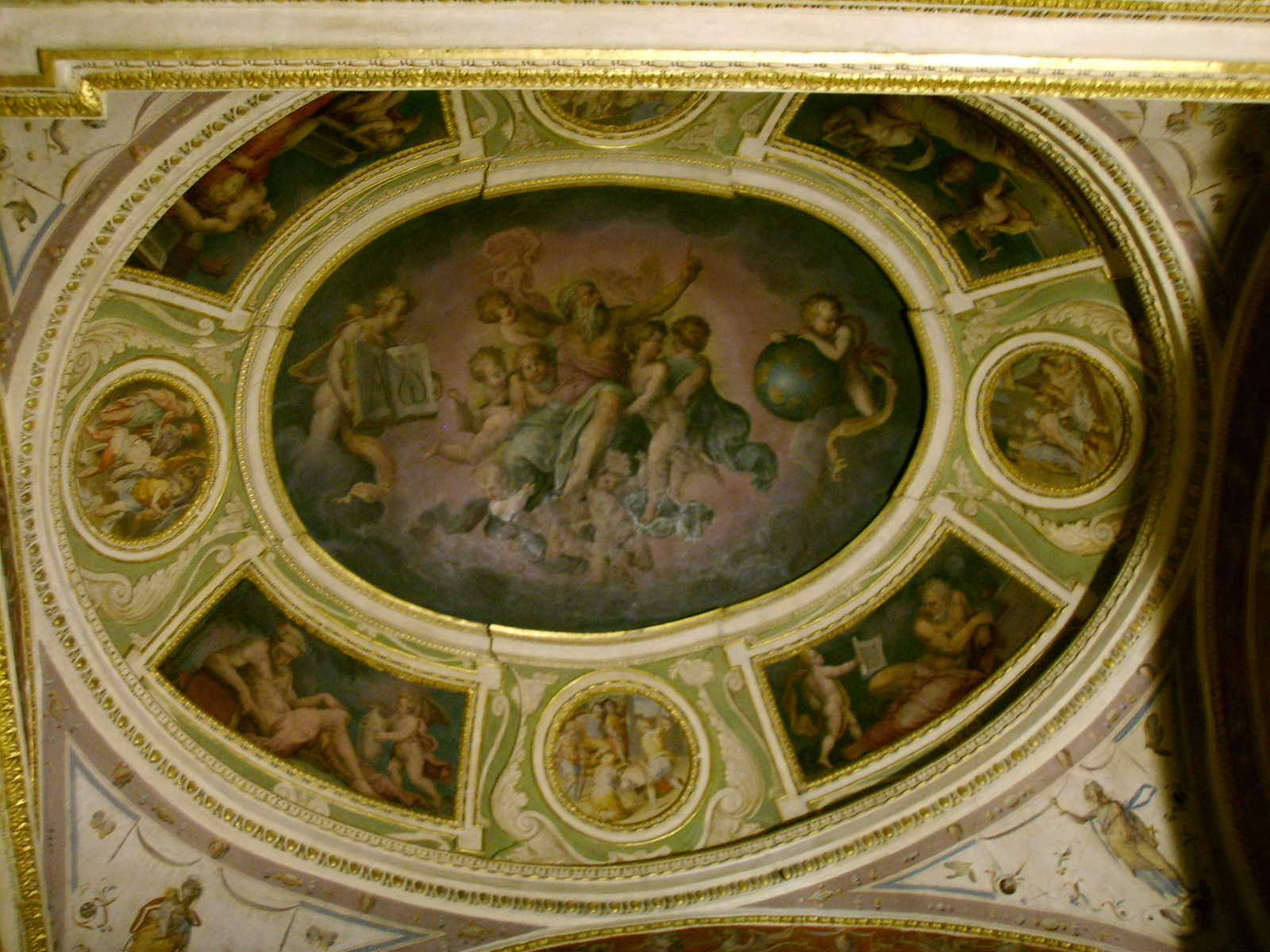
Il soffitto della Cappella con lEterno in gloria

Lo scrittoio è un piccolo locale attiguo alla sala di Cosimo I, dotato anticamente di armadi e deschi per scrivere; la finestra di vetro doveva illuminare la stanza.
Il soffitto è decorato con Cesare che scrive i Commentarii. Il pavimento intarsiato è originale.

##### Cappella dei Santi Cosma e Damiano
La cappella è intitolata ai protettori della famiglia Medici, i santi Cosma e Damiano. Il soffitto è decorato da un affresco dell'Eterno in gloria, mentre alle pareti si trovano tre affreschi a monocromo:
- Episodi della vita di san Giovanni Battista
- Ultima cena
- Caduta della manna.

L'altare era originariamente decorato dalla stupenda Madonna dell'Impannata di Raffaello, oggi alla Galleria Palatina di Palazzo Pitti e sostituita da una copia. Ai lati si trovano San Damiano nelle fattezze di Cosimo I e San Cosma nelle fattezze di Cosimo il Vecchio. Anche qui il pavimento è originale del Cinquecento.

##### Sala di Clemente VII

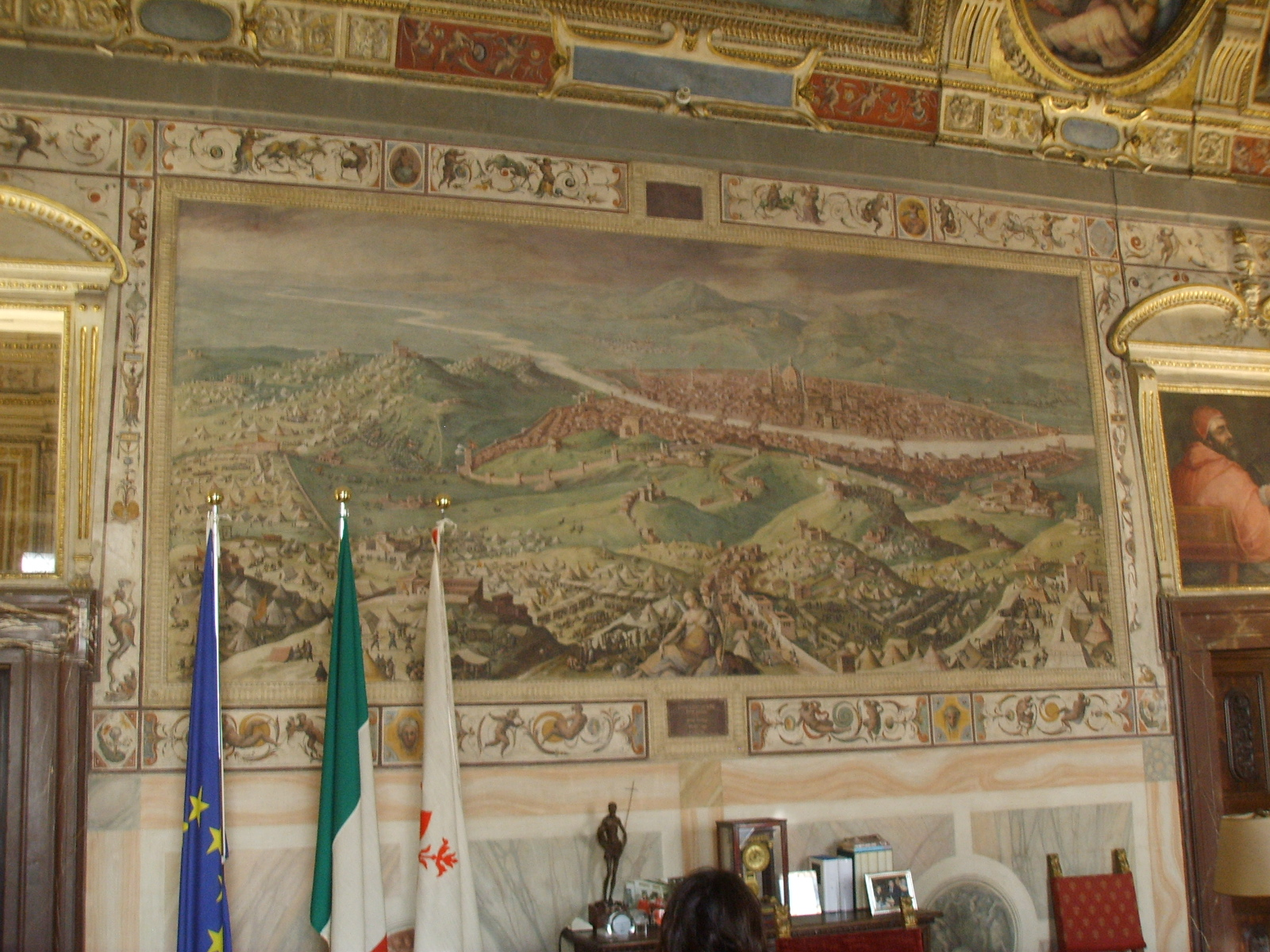
Sala di Clemente VII, lAssedio di Firenze

La sala di Clemente VII è dedicata all'altro papa mediceo; al centro del soffitto Clemente VII incorona Carlo V. Negli ovali e nei rettangoli attorno si trovano varie scene della vita del papa e di personaggi a lui contemporanei:
- Clemente nomina cardinale il nipote Ippolito de' Medici
- Ippolito de' Medici si reca in Ungheria come legato pontificio
- Clemente VII apre la porta Santa per il giubileo del 1525
- Sposalizio di Caterina de' Medici con Enrico II di Francia
- Carlo V incorona Alessandro de' Medici duca di Firenze
- Rientro di Alessandro a Firenze dopo la nomina imperiale
- Alessandro de' Medici sposa Margherita d'Austria
- Clemente VII torna a Roma dalla Francia

Alle pareti sono raffigurati vari episodi bellici, come il famoso Assedio di Firenze del 1530, dove è stata raffigurata un'ampia veduta della città molto conosciuta.

#### Il Ricetto
Dal lato opposto del primo piano, visitato di solito a conclusione del percorso museale, si trova il Ricetto, un ambiente caratterizzato dalla volta affrescata da Lorenzo Sabatini nel 1565 con figure allegoriche, imprese e stemmi medicei e imperiali.

#### La Sala dei Dugento
La Sala dei Dugento, affacciata sul ricetto, è il luogo dove si riunisce il consiglio comunale, per questo spesso non è visitabile. Originariamente era usata come sala del Consiglio e fa parte della sezione più antica del palazzo, quella trecentesca. È decorata dal soffitto a cassettoni intagliato con le armi di Firenze, opera di Giuliano e Benedetto da Maiano con aiuti (1462). Inoltre i due portali marmorei sono opera di Baccio d'Agnolo. Gli arazzi creati per queste pareti sono le Storie di Giuseppe ebreo disegnate da importanti artisti del Rinascimento (Pontormo, Bronzino...).

#### Sala degli Otto
L'attigua Sala degli Otto è un piccolo ambiente usato come ufficio, che presenta un soffitto intagliato con teste di cherubini e gigli, realizzato alla stessa epoca dei soffitti della Sala dei Duegento e della Sala dei Gigli al piano superiore. Da qui si accede a un passaggio con un'antica scala, dove si trova una lunetta con un'Annunciazione, di Marco da Faenza, autore anche della decorazione a grottesche del vicino bagno, che faceva parte delle stanze abitate privatamente da Cosimo I, stravolte e in larga parte cancellate dai lavori del 1865 per Firenze capitale.

### Secondo piano
Uno scalone monumentale, progettato dal Vasari, porta al secondo piano. Questo piano contiene il Quartiere degli Elementi, un tempo zona privata di Cosimo I e dedicati a Aria, Acqua, Terra e Fuoco, e il Quartiere di Eleonora, un tempo abitato da Eleonora di Toledo. Il tema iconografico venne elaborato dall'erudito Cosimo Bartoli, secondo un programma celebrativo collegato a quello del primo piano.

#### Altri ambienti
Sullo scalone, alla parete del primo pianerottolo, esiste l'affresco dei Fuochi per la festa di San Giovanni di Giovanni Stradano; le decorazione sulle volte e cupolette del vano scale sono di Marco da Faenza.

#### Quartiere degli Elementi

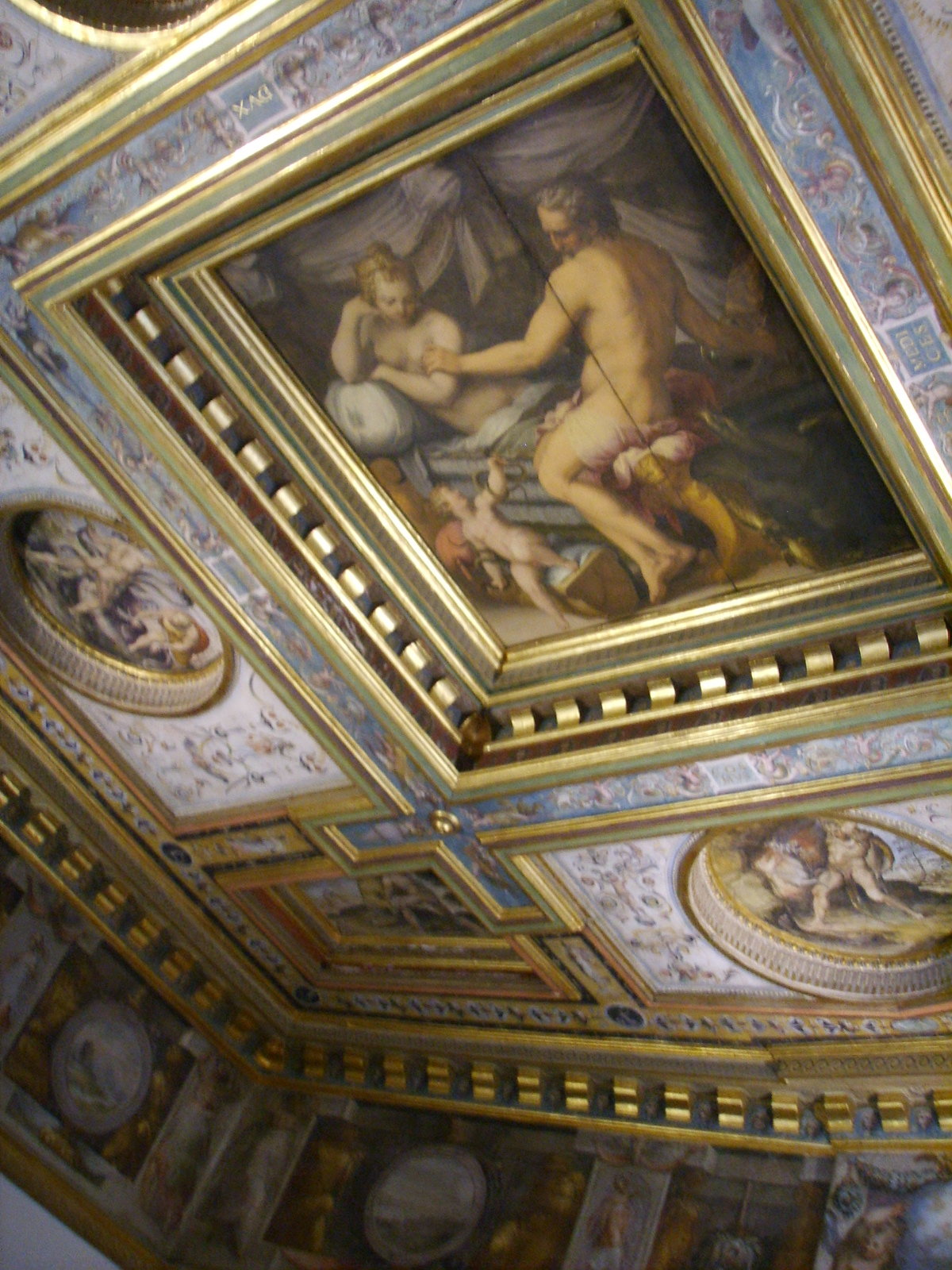
Il soffitto della Sala di Ercole

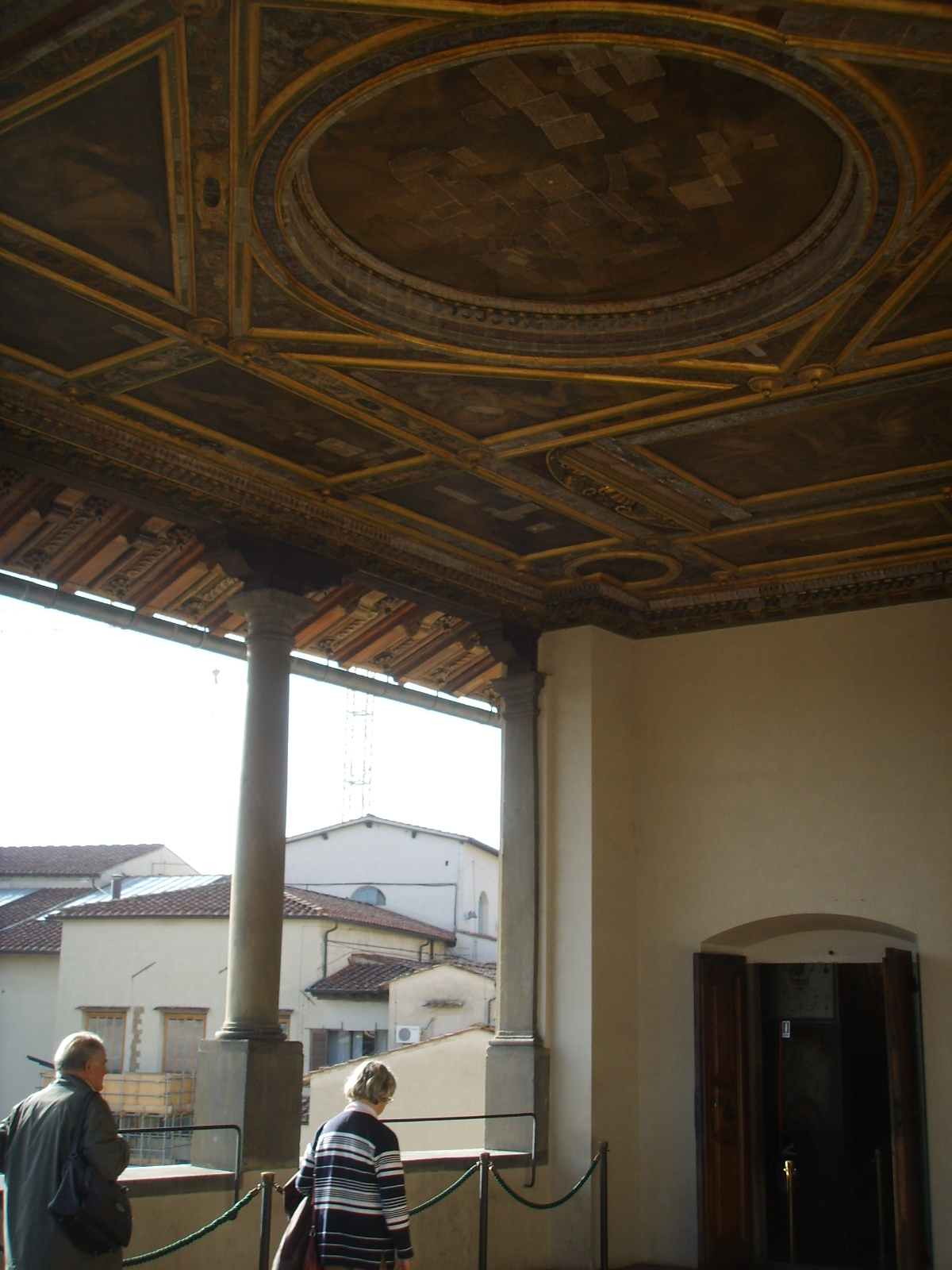
La Terrazza di Saturno

Questi appartamenti consistono in cinque sale e due loggiati. Cosimo I, che qui aveva il suo appartamento privato, commissionò originariamente la realizzazione a Battista del Tasso, ma alla sua morte le decorazioni furono portate a termine da Vasari e bottega (soprattutto Cristofano Gherardi detto il Doceno e Marco da Faenza). Le pareti delle Sale degli elementi sono riempite con affreschi allegorici.
Nella prima sala, Sala degli Elementi, si incontrano le allegorie degli Elementi Acqua (Nascita di Venere), Terra (Primizie della Terra offerte e Saturno), Fuoco (Fucina di Vulcano) e il soffitto è decorato con l'allegoria dell'Aria, con al centro Saturno che mutila il cielo. Tra le finestre sono affrescati Mercurio e Plutone. Il maestoso camino fu disegnato dall'Ammannati.
Nella seconda sala, detta Sala di Opi, si trova l'affresco con il Trionfo della Dea Opi (divinità talvolta identificata con Cibele) sul soffitto e le allegorie dei Mesi lungo il fregio; il pavimento è in terracotta bianca e rossa che riprende le partizioni sul soffitto, con al centro l'iscrizione dedicata a Cosimo I datata 1556; contro le pareti armadietti in guscio di tartaruga e bronzo. Dalla finestra di questa stanza ci si affaccia sul terzo cortile.
Segue la Sala di Cerere, che prende il nome dalle decorazione del soffitto dipinto dal Doceno (Cerere che cerca Proserpina circondato da raffigurazioni di Divinità e putti) e che espone alcuni arazzi fiorentini cinquecenteschi con scene di caccia su cartoni di Giovanni Stradano. Il successivo Scrittoio di Calliope è decorato sul soffitto dall'affresco di Calliope e gli attributi delle Muse (al centro) e da un fregio con le imprese del Duca Cosimo I; la finestra ha una vetrata originaria con Venere acconciata dalle Grazie tra la Fede e la Speranza.
La Sala di Giove ha un soffitto con l'affresco Giove bambino allevato dalle Ninfe e dalla capra Amaltea e tappezzerie fiorentine fatte da cartoni di Giovanni Stradano. I due pregevoli stipi in ebano con intarsi in pietre dure sono più tardi di circa un secolo e provengono dalla manifattura dell'Opificio delle pietre dure.
Il Terrazzo di Giunone è in realtà una stanza chiusa, ma, come suggerisce il nome, era anticamente aperta verso l'esterno. Fu murato all'epoca di Ferdinando I de' Medici da Bartolomeo Ammannati. Sulla volta è raffigurata Giunone su un carro trainato da pavoni, Allegoria dell'Abbondanza e Allegoria della Podestà. Alle pareti si trovano affreschi con Giunone, Giove e Io (a sinistra) e Giove Giunone e Callisto (a destra), mentre al centro si trova una nicchia dove si doveva trovare una statua di Giunone. In basso un fregio a monocromo è decorato con una Fontana con amorino, tra ovali con figure femminili. Qui si trovava l'originale della statua bronzea del Putto con delfino del Verrocchio, oggi spostato in una sala più piccola al primo piano (al piano terreno nella collocazione originaria della fontana del primo cortile si trova la copia).
Passato un piccolo ambiente affrescato, si giunge alla Sala di Ercole, che ha un soffitto a cassettoni con Le dodici fatiche di Ercole (Ercole fanciullo che strozza i serpenti, al centro, Il toro di Creta, L'idra di Lerna, Il leone Nemeo, Cerbero, Ercole che ruba i pomi delle Esperidi, Ercole e Cacco, Ercole che soffoca Anteoe Ercole che uccide Nesso). La stanza ospita uno stipo in ebano del XVII secolo intarsiato con pietre semipreziose.
Nella sala di Ercole è custodita una Madonna col Bambino e San Giovannino di incerta attribuzione (alcuni studiosi l'attribuiscono a Sebastiano Mainardi, altri a Jacopo del Sellaio oppure al cosiddetto Maestro del Tondo Miller) chiamata popolarmente Madonna dell'Ufo per via di un oggetto volante non identificabile dipinto nel cielo sullo sfondo. Si tratta di un qualcosa di grigio che emette dei raggi dorati, al quale guardano due figurine sullo sfondo, ed è una delle fonti iconografiche antiche più citate nel campo dell'ufologia.
Chiude i quartieri di Cosimo la Terrazza di Saturno, bellissimo loggiato aperto panoramicamente affacciato su Firenze, che permette la vista verso sudovest: piazzale Michelangelo, piazza Santa Croce con la basilica e il Forte Belvedere. Si possono anche vedere in basso i resti della chiesa di San Pier Scheraggio. Il soffitto è decorato da numerosi pannelli dipinti: Saturno che divora i figli, Infanzia, Giovinezza, Vecchiaia, Virilità, Saturno sbarca nel Lazio, Saturno e Giano edificano Saturnia e le Allegorie delle ore del giorno, oltre ai Quattro elementi negli angoli. Qui si trovava il reggistendardo del diavolino del Giambologna, proveniente da palazzo Vecchietti e oggi al Museo Bardini.

#### Quartiere di Eleonora

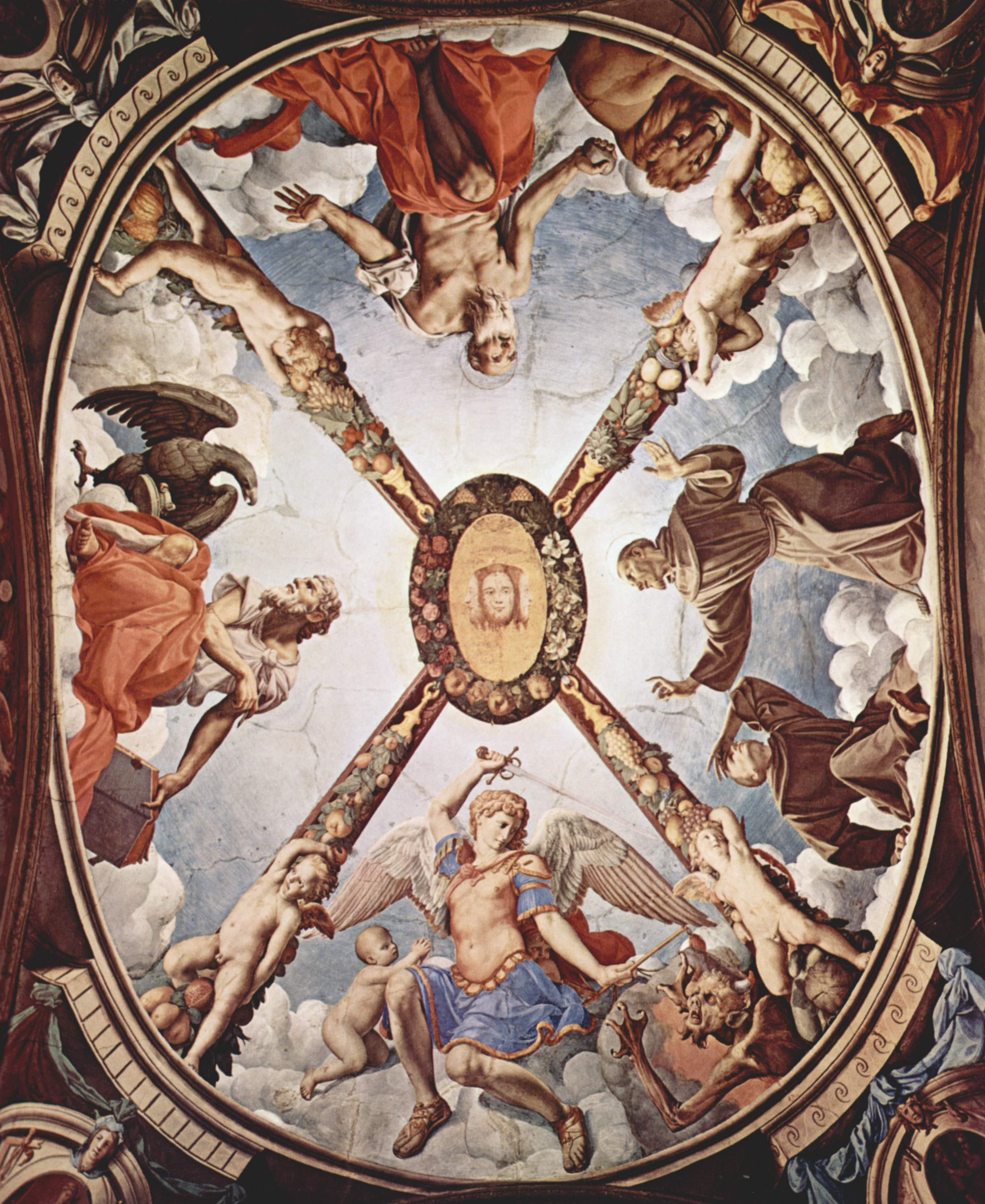
Agnolo Bronzino, Soffitto della Cappella di Eleonora

Per accedere al Quartiere di Eleonora si deve tornare alla Sala degli Elementi e passare dal ballatoio prospiciente il salone dei Cinquecento: da un lato si affaccia sul salone, dall'altro ha grandi finestre, dalle quali si può vedere il primo tratto del Corridoio vasariano che esce da Palazzo Vecchio per andare negli Uffizi.
Anche il quartiere di Eleonora venne progettato da Giorgio Vasari, per la moglie di Cosimo I, Eleonora di Toledo. La prima sala che si incontra è la Camera Verde così chiamata per il colore delle pareti, un tempo decorate da paesaggi. Le decorazioni del soffitto, con lo stemma Medici-Toledo e le grottesche sono opera di Ridolfo del Ghirlandaio (1540-1542). È in questa sala che si trova l'accesso al Corridoio vasariano.
A sinistra si accede allo Scrittoio di Eleonora, con soffitto decorato a grottesche da Francesco Salviati (dopo il 1545).
A destra si accede alla Cappella di Eleonora, interamente affrescata da Agnolo Bronzino (1564), con le Storie di Mosè; sempre del Bronzino è la grande Pietà sull'altare. Alla Cappella si accede da una magnifica porta marmorea realizzata su disegno di Bartolomeo Ammannati.
Le stanze successive prospettano nella parte più antica del palazzo ed erano originariamente usate dai Priori e dal Gonfaloniere, prima di essere rinnovate dal Vasari con i contributi di Giovanni Stradano (per le pitture) e di Battista Botticelli (per gli intagli dei soffitti). Il tema iconografico di queste sale sono le vite di donne famose, le cui virtù alludevano alle virtù di Eleonora. Si incontrano così la Sala delle Sabine, per il tema della Concordia, la Sala di Ester, per l'Amore per la patria, la Sala di Penelope, per la Fedeltà, e la Sala di Gualdrada per il rigore morale.
La Sala delle Sabine un tempo era usata come sala d'attesa per le signore che aspettavano di essere ammesse alla corte di Eleonora di Toledo. L'ovale al centro del soffitto è decorato da Le donne sabine mettono pace tra i mariti romani e i parenti sabini, circondato da quattro Allegorie delle Vittorie. Contiene anche i Ritratti dei principi Medici di Giusto Sustermans, statue di scuola fiorentina ed arazzi di Fevére.
La Sala di Ester faceva anche da sala da pranzo e presenta sul soffitto l'Incoronazione di Ester dello Stradano, con un'iscrizione in onore di Eleonora di Toledo nel fregio. Negli ovali del soffitto Fatti della vita di Ester e episodi della storia del popolo ebreo. Vi sono conservati pure un lavabo marmoreo del XV secolo, spostato dal Palagio di Parte Guelfa nel 1842, e due arazzi di Van Assel rappresentanti la Primavera e l'Autunno.
La Sala di Penelope ha sul soffitto Penelope al telaio con altre tessitrici e nel fregio, Storie di Ulisse alternate a Allegorie di Virtù; ai lati quattro Divinità fluviali e due stemmi Medici-Toledo. Sulle pareti: Madonna con Bambino e Madonna con Bambino con san Giovanni di Battista Botticelli. Il camino è una replica neo-rinascimentale del 1921.
La Sala della Gualdrada era per la camera privata di Eleonora. Gualdrada era un personaggio storico fiorentino, che rifiutò le avances dell'imperatore Ottone IV giurando fedeltà al marito. Le pitture sono sempre di Giovanni Stradano (sul soffitto Gualdrada che rifiuta di baciare l'imperatore, con ai lati Amorini danzanti con fiori e le imprese di Cosimo I) e vi è conservato anche un pregevole stipo con pietre dure intarsiate. Particolarmente interessante è il fregio, dove sono dipinte varie vedute della Firenze del XVI secolo, con piazze, scene di festa, giochi e altri eventi, narrati con vivacità e minuzia dallo Stradano, che era fiammingo e quindi abituato a dipingere con cura i dettagli. Le vedute sono alternate ad Allegorie di Virtù.

#### Cappella dei Priori
Una piccola porta laterale conduce a un breve e stretto passaggio che costeggia la torre dall'interno e che è decorato sulle pareti e sul soffitto da porzioni di affreschi dei secoli XIV-XV. Da qui si accede alla Cappella della Signoria o dei Priori, dedicata a san Bernardo, che contiene un reliquario del santo. Era detta anche, in antico, "San Bernardo degli Uberti". Qui i Priori erano soliti supplicare l'aiuto divino nell'espletamento del loro ufficio. In questa cappella Girolamo Savonarola recitò la sua ultima preghiera prima di essere bruciato vivo in piazza della Signoria. Fu realizzata nel 1511-1514 da Baccio d'Agnolo.
I meravigliosi affreschi alle pareti ed al soffitto, imitanti mosaici in oro, sono opera di Ridolfo del Ghirlandaio (1511-1514). Di particolare interesse sono la Trinità con angeli e cherubini sul soffitto e la lunetta con l'Annunciazione sulla parete di fronte all'altare, dove si vede la basilica della Santissima Annunziata prima che venisse aggiunto il portico antistante la chiesa. Negli scomparti cruciformi del soffitto si trovano gli Evangelisti, e negli altri scomparti Angioletti con i simboli della Passione e scritte bibliche. L'altra lunetta riporta l'Apparizione della Vergine a san Bernardo. Sull'altare è presente un dipinto rappresentante la Sacra Famiglia di Mariano Graziadei da Pescia, allievo di Ridolfo del Ghirlandaio, fatta al posto della pala mai realizzata, ma suo tempo commissionata, di Domenico Ghirlandaio.
La porta che conduce alla sala successiva è di Baccio d'Agnolo.

#### Sala dell'Udienza

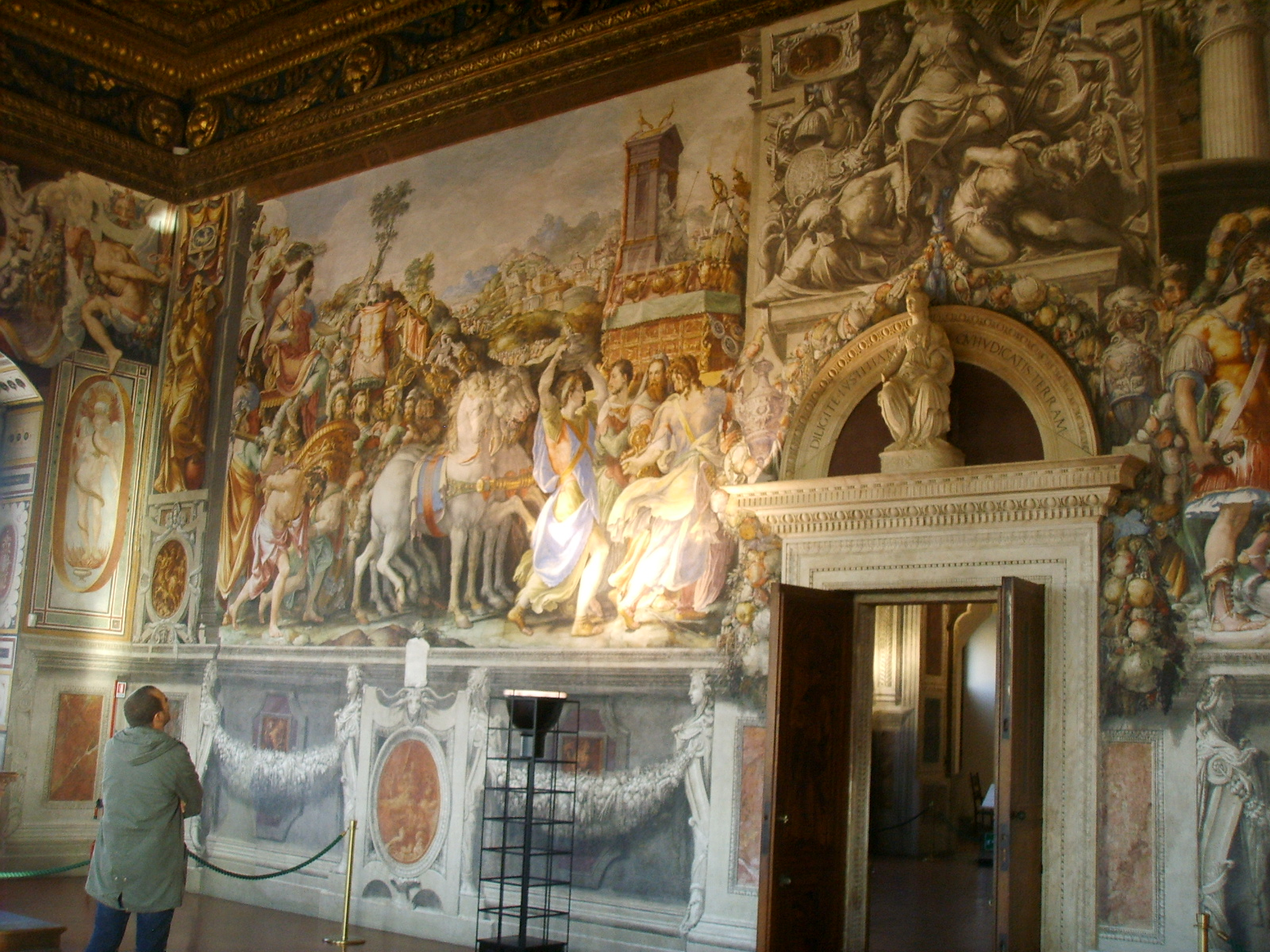
Storie di Furio Camillo nella Sala dell'Udienza

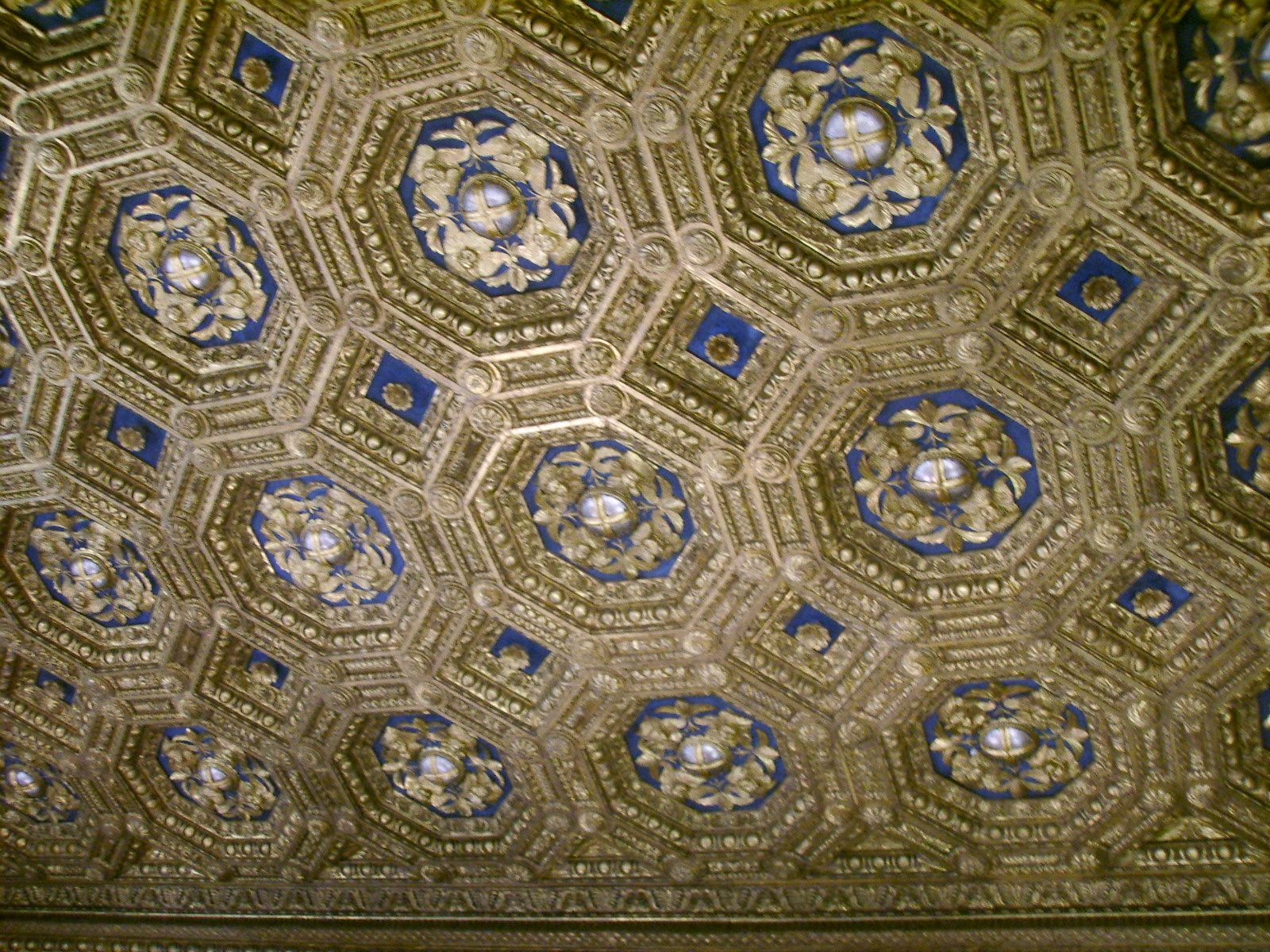
Il soffitto a cassettoni della Sala dell'Udienza

La Sala dell'Udienza o Sala della Giustizia era utilizzata per ospitare gli incontri di un Gonfaloniere di Giustizia e otto Priori. Il soffitto, intagliato, dipinto e dorato, è opera di Giuliano da Maiano (1470-1476).
Sul portale verso la cappella c'è un'iscrizione in onore di Cristo (1529) ed è opera di Baccio d'Agnolo. Il portale in marmo che comunica con la Sala dei Gigli, sormontato dalla statua della Giustizia nella lunetta, è opera dei fratelli Giuliano e Benedetto da Maiano.
I grandi affreschi alle pareti, rappresentanti le Storie di Furio Camillo di Francesco Salviati, con la collaborazione di Domenico Romano, furono realizzati nel 1543-1545. Questi affreschi furono una novità assoluta per Firenze, poiché Salviati si ispira profondamente alla scuola romana di Raffaello, della quale può essere considerato il più degno continuatore.

#### Sala dei Gigli

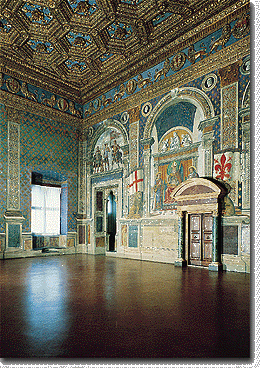
Sala dei Gigli

Il nome della stanza non deriva dal giglio fiorentino, ma dal fleur-de-lys, emblema della corona di Francia, che si distingue dal blasone fiorentino per l'assenza degli stami e per i colori oro/blu invece di rosso/argento. I gigli si trovano sul mirabile soffitto a cassettoni e sulle pareti, e questo omaggio fu un ringraziamento e un tributo di fedeltà agli Angiò, protettori della parte guelfa. Anche questo soffitto e il fregio con i Marzocchi furono realizzati dai fratelli Benedetto e Giuliano, autori anche della statua di San Giovanni Battista e putti sul portale opposto in questa sala. Gli stessi fratelli, con la collaborazione del loro maestro Francione, realizzarono anche le porte in tarsia lignea, con le figure di Dante e Petrarca.

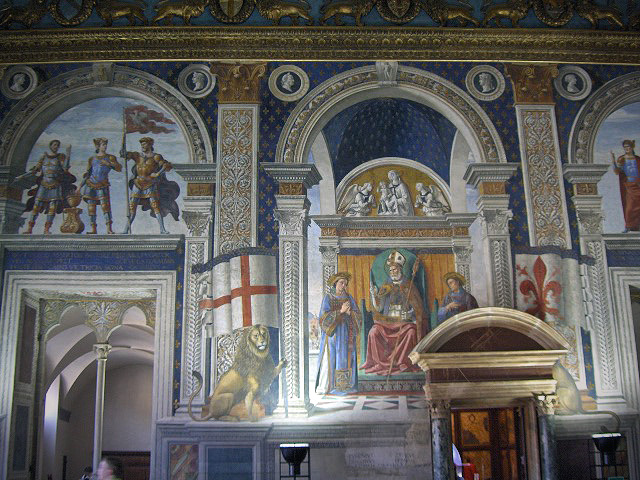
Affreschi di Domenico Ghirlandaio

La parete opposta all'ingresso fu affrescata da Domenico Ghirlandaio verso il 1482, con l'Apoteosi di san Zanobi con i diaconi Eugenio e Crescenzio, primo santo patrono di Firenze. La scena è impreziosita da una illusione prospettica dello sfondo, nel quale si riconoscono la Cattedrale, con la facciata originale di Arnolfo di Cambio e il campanile. Le lunette ai lati raffigurano sulla sinistra Bruto, Muzio Scevola e Camillo e a destra Decio, Scipione e Cicerone. Medaglioni di imperatori romani riempiono lo spazio fra le varie sezioni degli affreschi. Nella lunetta superiore si trova un bassorilievo della Madonna con Bambino.
In questa sala si trova esposta da 1988 uno dei capolavori di Donatello, la Giuditta e Oloferne, già collocata in piazza della Signoria ed oggi sostituita in loco (sull'Arengario dello stesso Palazzo Vecchio) da una copia.
Le finestre che si aprono sulle sale adiacenti testimoniano come questa fosse l'estremità est del palazzo prima che venisse ampliato.

#### Stanza delle Carte geografiche o della Guardaroba
Dalla sala dei Gigli una porta fiancheggiata da due pilastri di marmo nero antichi, porta alla Sala delle mappe geografiche o della Guardaroba, o degli Armadi, dove i Granduchi medicei custodivano i loro beni preziosi. La parte strettamente architettonica risale al Vasari, mentre i mobili ed il soffitto sono opera di Dionigi Nigetti.
Le porte degli stipetti sono decorate con 53 Mappe di interesse scientifico, dipinti ad olio del frate domenicano Ignazio Danti (1563-1575), fratello dello scultore Vincenzo Danti, e Stefano Bonsignori (1575-1584). Sono di notevole interesse storico e danno l'idea delle conoscenze geografiche del XVI secolo. Danti, seguiva il sistema tolemaico per il moto degli astri, ma utilizzava il nuovo sistema cartografico di Mercatore.
Al centro della sala è esposto il celebre globo Mappa mundi (che quando venne realizzato nel 1581 era il più grande del mondo), opera del Buonsignori e di Ignazio Danti, rovinato da successivi restauri.

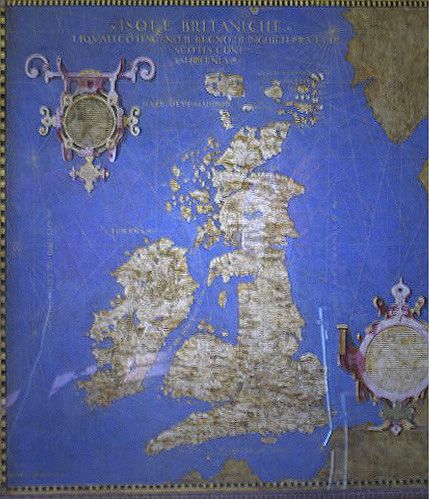
Mappa delle Isole britanniche di Ignazio Danti
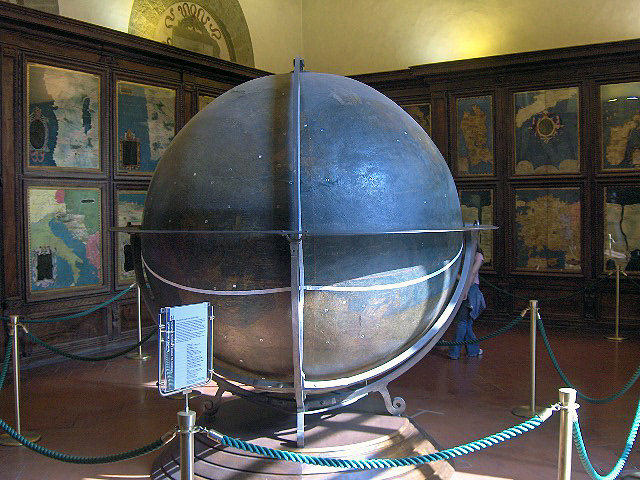
Il "mappa mundi"

#### Vecchia Cancelleria

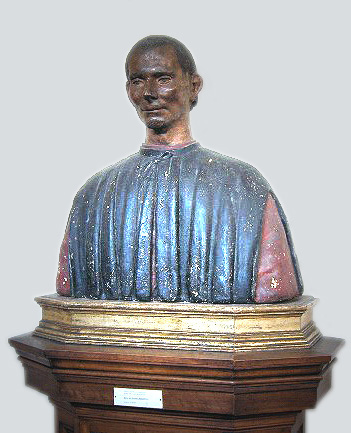
Busto di Niccolò Machiavelli

Si accede alla Vecchia Cancelleria da una bifora trecentesca della Sala dei Gigli trasformata in porta. Questo era probabilmente l'ufficio del Machiavelli quando era Segretario della Repubblica. Vi si trovano un suo busto policromo in terracotta del XV secolo, probabilmente modellato dalla sua maschera mortuaria, e il suo famoso ritratto di Santi di Tito. La parete di fondo ha un bassorilievo con San Giorgio e il Drago proveniente da Porta San Giorgio.

#### Salotta
Sempre dalla Sala dei Gigli si accede anche alla cosiddetta Salotta, interessante per l'affresco staccato attribuito a Orcagna che raffigura la Cacciata del Duca d'Atene (proveniente dal distrutto carcere delle Stinche), un reale episodio storico che all'epoca fu caricato di significati simbolici e mitologici: avvenne il 6 luglio 1343, giorno di sant'Anna, la quale è ricordata nel dipinto nell'atto di benedire i vessilli dei fiorentini. Il bassorilievo con San Zanobi sullo sfondo del Palazzo della Signoria e della città proviene dalla distrutta Torre dei Girolami, in via Por Santa Maria presso il Ponte Vecchio.

#### Album studio
La stanza è stata usata da Cellini per restaurare i tesori dei principi dei Medici. Dalla finestra piccola nella parete Cosimo I spiava i suoi assistenti ed ufficiali durante le riunioni nel Salone dei Cinquecento.

### Il ballatoio superiore
Dalla salotta parte la ripida rampa di scale che porta al ballatoio e alla torre. La sala delle Bandiere, lungo il percorso, creata nel 1886, ospita oggi uno tra i più prestigiosi laboratori di restauro specializzato in arazzi, dipartimento dell'Opificio delle Pietre Dure.

### Il mezzanino (Collezione Loeser)

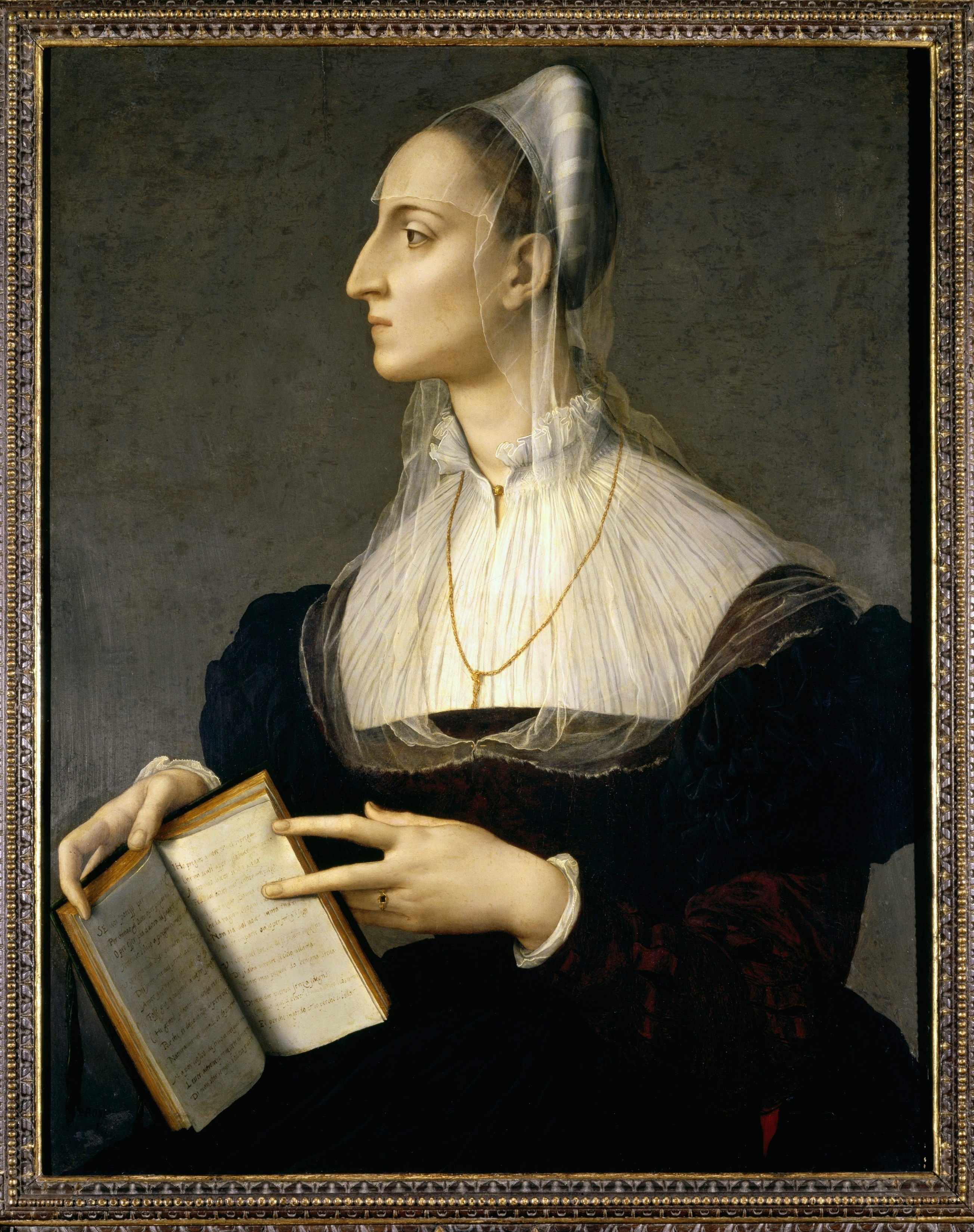
Angolo Bronzino, Ritratto di Laura Battiferri, collezione Loeser

Il mezzanino tra primo e secondo piano fu creato da Michelozzo nel 1453 ribassando i soffitti di alcune stanze al primo piano. In queste stanze abitò Maria Salviati, la madre di Cosimo I, ed alcuni giovani principi. Oggi vi è ospitata la Collezione Loeser, donata a Firenze dal critico d'arte americano Charles Loeser morto nel 1928.
Nella prima sala si trova la Madonna con Bambino e san Giovannino, della scuola di Lorenzo di Credi, una Madonna col Bambino in stucco dipinto di scuola fiorentina del XV secolo, una Madonna in adorazione del Bambino con san Giovannino di Jacopo del Sellaio, la Madonna col Bambino attribuita al Maestro della Crocifissione Griggs (XV secolo) e una Madonna in trono di scuola toscana del Trecento.
Pochi gradini in pietra conducono a una saletta che un tempo fu lo studio di Cosimo I nel mezzanino, con una finestra su piazza della Signoria e i resti di decorazioni di uccelli, animali pesci e elementi vegetali opera del Bacchiacca.
La successiva sala da pranzo ospita l'opera forse più famosa della collezione, il Ritratto di Laura Battiferri (moglie dell'Ammannati) di Agnolo Bronzino. Vi si trovano anche altre opere di manieristi, come il Ritratto di Lodovico Martelli del Pontormo e la Zuffa di Cavalieri (bozzetto ad affresco) del Vasari. Ai lati del camino due sculture romaniche: un capitello con aquile (prima metà del XIII secolo) e una Testa coronata (prima metà del XII secolo).
Nella Sala d'angolo sono esposte la Madonna col Bambino e san Giovannino della scuola di Pacino di Buonaguida (XIV secolo), la Madonna col Bambino e san Giovannino del Berruguete e la Madonna col Bambino di Pietro Lorenzetti. Vi si trovano inoltre un Angelo orante di Tino di Camaino, dalla tomba del vescovo Orso in Santa Maria del Fiore, un Santo francescano, in terracotta dipinta del XV secolo, un Busto di Sant'Antonino, in stucco dipinto del XV secolo, una Madonna col Bambino in terracotta invetriata (XVI secolo), un Cristo nel sepolcro, ricamato su disegno di Raffaellino del Garbo, e una Croce dipinta di un pittore senese risalente al 1280 circa. Sopra la porta si trova un mosaico romano con una Pavona.
La Sala dei Gigli d'Oro presenta una Madonna col Bambino scolpita alla maniera di Donatello e un medesimo soggetto alla maniera di Michelozzo, mentre una terza è di un seguace di Arnolfo di Cambio. Il dipinto della Madonna col Bambino e san Giovannino è nello stile di Pontormo o di Bronzino. L'Ultima cena è di un ignoto pittore veneto del XVI secolo, mentre sopra una credenza sono collocati due gruppi di Guerrieri e cavalieri di Giovan Francesco Rustici. La scultura lignea policroma raffigura Santa Caterina da Siena, di scuola senese del Quattrocento. L'Anatomia di un cavallo è un bronzo di Giuseppe Valadier. La vetrina conserva Autunno, un bronzetto attribuito a Benvenuto Cellini, un Ercole e l'Idra in cera del Giambologna, e una Sacra famiglia in cera copiata da un lavoro di Michelangelo nel XVI secolo. Sulla credenza infine si trovano due Angeli di Jacopo Sansovino, un Ritratto di Cosimo I in terracotta di Vincenzo de' Rossi e un dipinto appeso con la Passione di Cristo, attribuito a Piero di Cosimo.

## Epigrafi

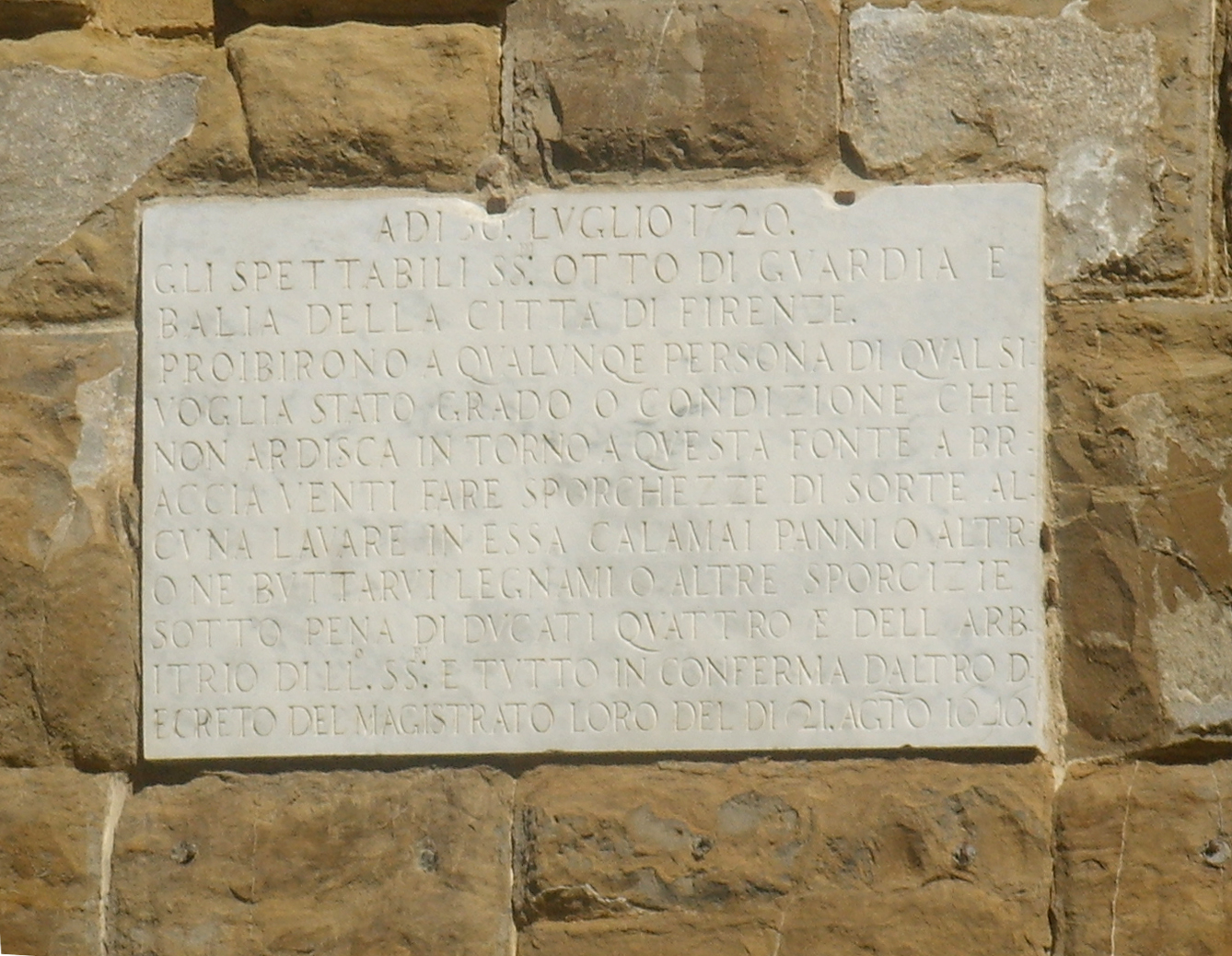
La targa per la fontana del Nettuno

Il Palazzo è ricco di iscrizioni e targhe che vi sono state apposte nei secoli.
Sulla parete esterna, vicino alla fontana del Biancone si trova un'iscrizione degli Otto di Guardia e Balia che vieta l'uso "improprio" dell'acqua pubblica:
Gli spettabili ssri Otto di Guardia

E Balia della città di Firenze

Proibirono a qvalvnqe persona di qvalsi

Voglia stato grado o condizione che

Non ardisca in torno a questa fonte a br

Accia venti fare sporchezze di sorte al

Cvna lavare in essa calamai panni o altr

O ne buttarvi legnami o altre sporcizie

Sotto pena di ducati quattro e dell'arb

Itrio di ll ssri e tutto in conferma daltro d

Ecreto del magistrato loro del di 21 agto 1646»

## Opere già in Palazzo Vecchio
- Sandro Botticelli, Madonna della Melagrana, oggi negli Uffizi
- Donatello, David, oggi nel Bargello
- Donatello, David marmoreo, oggi nel Bargello
- Filippo Lippi, Apparizione della Vergine a san Bernardo, oggi nella National Gallery di Londra
- Filippo Lippi, Madonna col Bambino, oggi nella National Gallery di Washington
- Filippino Lippi, Pala degli Otto, oggi negli Uffizi
- Fra Bartolomeo, Pala del Gran Consiglio, oggi al Museo di San Marco

## Omaggi
Appare in una scena del film Un burattino di nome Pinocchio.